# USA i olympiska sommarspelen 2008
USA deltog i de olympiska sommarspelen 2008 i Peking.

## Trupp

### Badminton
- Huvudartikel: Badminton vid olympiska sommarspelen 2008

| Namn                               | Gren           | 32-delsfinal                     | 16-delsfinal            | 8-delsfinal                               | Kvartsfinal             | Semifinal        | Final            | Final            |
| Namn                               | Gren           | Resultat                         | Resultat                | Resultat                                  | Resultat                | Resultat         | Resultat         | Plats            |
| ---------------------------------- | -------------- | -------------------------------- | ----------------------- | ----------------------------------------- | ----------------------- | ---------------- | ---------------- | ---------------- |
| Raju Rai                           | Singel, herrar | N/A                              | Lång (FIN) L 21-9 21-16 | Gick inte vidare                          | Gick inte vidare        | Gick inte vidare | Gick inte vidare | Gick inte vidare |
| Howard Bach Bob Malaythong         | Dubbel, herrar | N/A                              | N/A                     | C Dednam and R Dednam (RSA) W 21-10,21-16 | Cai och Fu L 21-9 21-10 | Gick inte vidare | Gick inte vidare | Gick inte vidare |
| Eva Lee                            | Singel, damer  | A Rice (CAN) L 21-15 19-21 21-19 | Gick inte vidare        | Gick inte vidare                          | Gick inte vidare        | Gick inte vidare | Gick inte vidare | Gick inte vidare |
| Mesinee ”May” Mangkalakiri Eva Lee | Dubbel, damer  | N/A                              | N/A                     | J Yanmei och L Yujia (SIN) L 21-12 21-12  | Gick inte vidare        | Gick inte vidare | Gick inte vidare | Gick inte vidare |

### Baseball
- Huvudartikel: Baseboll vid olympiska sommarspelen 2008

USA kom på tredje plats i den olympiska basebollturneringen.
| Lag           | G | W | L | RS | RA | Vinst% | GB | Tiebreaker |
| ------------- | - | - | - | -- | -- | ------ | -- | ---------- |
| Sydkorea      | 7 | 7 | 0 | 41 | 22 | 100%   | -  | -          |
| Kuba          | 7 | 6 | 1 | 52 | 23 | 85,7%  | 1  | -          |
| USA           | 7 | 5 | 2 | 40 | 22 | 71,4%  | 2  | -          |
| Japan         | 7 | 4 | 3 | 30 | 14 | 57,1%  | 3  | -          |
| Taiwan        | 7 | 2 | 5 | 29 | 33 | 28,6%  | 5  | 1-0        |
| Kanada        | 7 | 2 | 5 | 29 | 20 | 28,6%  | 5  | 0-1        |
| Nederländerna | 7 | 1 | 6 | 9  | 50 | 14,3%  | 6  | 1-0        |
| Kina          | 7 | 1 | 6 | 14 | 60 | 14,3%  | 6  | 0-1        |

Semifinaler
- 22 augusti  USA 2 – 10  Kuba

Final
- 23 augusti   USA 8 – 4  Japan

### Basket
- Huvudartikel: Basket vid olympiska sommarspelen 2008

#### Herrar
| Lag      | V | F | PF  | PA  | PDiff | Poäng |
| -------- | - | - | --- | --- | ----- | ----- |
| USA      | 5 | 0 | 515 | 354 | +161  | 10    |
| Spanien  | 4 | 1 | 418 | 369 | +49   | 9     |
| Grekland | 3 | 2 | 415 | 375 | +40   | 8     |
| Kina     | 2 | 3 | 366 | 400 | -34   | 7     |
| Tyskland | 1 | 4 | 330 | 390 | -60   | 6     |
| Angola   | 0 | 5 | 321 | 477 | -156  | 5     |

| 2008-08-10 |          |          |
| USA        | 101 – 70 | Kina     |
| 2008-08-12 |          |          |
| Angola     | 76 – 97  | USA      |
| 2008-08-14 |          |          |
| USA        | 92 – 69  | Grekland |
| 2008-08-16 |          |          |
| Spanien    | 82 – 119 | USA      |
| 2008-08-18 |          |          |
| USA        | 106 – 57 | Tyskland |

|  | Kvartsfinal | Kvartsfinal | Kvartsfinal |         |         | Semifinal | Semifinal | Semifinal |            |            | Final      | Final      | Final |
|  |             |             |             |         |         |           |           |           |            |            |            |            |       |
|  | A2          | Argentina   | 80          |         |         |           |           |           |            |            |            |            |       |
|  | B3          | Grekland    | 78          |         |         |           |           |           |            |            |            |            |       |
|  | B3          | Grekland    | 78          |         | A2      | Argentina | 81        |           |            |            |            |            |       |
|  |             |             |             |         | A2      | Argentina | 81        |           |            |            |            |            |       |
|  |             | B1          | USA         | 101     |         |           |           |           |            |            |            |            |       |
|  | B1          | B1          | USA         | 101     | USA     | 116       |           |           |            |            |            |            |       |
|  | B1          |             |             |         | USA     | 116       |           |           |            |            |            |            |       |
|  | A4          | Australien  | 85          |         |         |           |           |           |            |            |            |            |       |
|  |             |             |             |         |         |           |           |           |            |            | B1         | USA        | 118   |
|  |             |             | B2          | Spanien | 107     |           |           |           |            |            |            |            |       |
|  | B2          | Spanien     | 72          |         |         |           |           |           |            |            |            |            |       |
|  | A3          | Kroatien    | 59          |         |         |           |           |           |            |            |            |            |       |
|  | A3          | Kroatien    | 59          |         | B2      | Spanien   | 91        |           | Bronsmatch | Bronsmatch | Bronsmatch | Bronsmatch |       |
|  |             |             |             |         | B2      | Spanien   | 91        |           | Bronsmatch | Bronsmatch | Bronsmatch | Bronsmatch |       |
|  |             | A1          | Litauen     | 86      |         |           |           |           |            |            |            |            |       |
|  | A1          | A1          | Litauen     | 86      | Litauen | 94        |           | A2        | Argentina  | 87         |            |            |       |
|  | A1          |             |             |         | Litauen | 94        |           | A2        | Argentina  | 87         |            |            |       |
|  | B4          | Kina        | 68          |         |         |           |           |           |            |            | A1         | Litauen    | 75    |

#### Damer
| Lag         | V | F | PF  | PA  | PDiff | Poäng |
| ----------- | - | - | --- | --- | ----- | ----- |
| USA         | 5 | 0 | 491 | 276 | +215  | 10    |
| Kina        | 4 | 1 | 358 | 346 | +12   | 9     |
| Spanien     | 3 | 2 | 350 | 354 | -4    | 8     |
| Tjeckien    | 2 | 3 | 353 | 326 | +27   | 7     |
| Nya Zeeland | 1 | 4 | 320 | 423 | -103  | 6     |
| Mali        | 0 | 5 | 255 | 402 | -147  | 5     |

| 2008-08-09  |          |         |
| Tjeckien    | 57 – 97  | USA     |
| 2008-08-11  |          |         |
| Kina        | 63 – 108 | USA     |
| 2008-08-13  |          |         |
| Mali        | 41 – 97  | USA     |
| 2008-08-15  |          |         |
| USA         | 93 – 55  | Spanien |
| 2008-08-17  |          |         |
| Nya Zeeland | 60 – 96  | USA     |

|  | Kvartsfinal | Kvartsfinal | Kvartsfinal |            |            | Semifinal | Semifinal | Semifinal |            |            | Final      | Final      | Final |
|  |             |             |             |            |            |           |           |           |            |            |            |            |       |
|  | A2          | Ryssland    | 84          |            |            |           |           |           |            |            |            |            |       |
|  | B3          | Spanien     | 65          |            |            |           |           |           |            |            |            |            |       |
|  | B3          | Spanien     | 65          |            | A2         | Ryssland  | 52        |           |            |            |            |            |       |
|  |             |             |             |            | A2         | Ryssland  | 52        |           |            |            |            |            |       |
|  |             | B1          | USA         | 67         |            |           |           |           |            |            |            |            |       |
|  | B1          | B1          | USA         | 67         | USA        | 104       |           |           |            |            |            |            |       |
|  | B1          |             |             |            | USA        | 104       |           |           |            |            |            |            |       |
|  | A4          | Sydkorea    | 60          |            |            |           |           |           |            |            |            |            |       |
|  |             |             |             |            |            |           |           |           |            |            | B1         | USA        | 118   |
|  |             |             | A1          | Australien | 107        |           |           |           |            |            |            |            |       |
|  | B2          | Kina        | 77          |            |            |           |           |           |            |            |            |            |       |
|  | A3          | Vitryssland | 62          |            |            |           |           |           |            |            |            |            |       |
|  | A3          | Vitryssland | 62          |            | B2         | Kina      | 56        |           | Bronsmatch | Bronsmatch | Bronsmatch | Bronsmatch |       |
|  |             |             |             |            | B2         | Kina      | 56        |           | Bronsmatch | Bronsmatch | Bronsmatch | Bronsmatch |       |
|  |             | A1          | Australien  | 90         |            |           |           |           |            |            |            |            |       |
|  | A1          | A1          | Australien  | 90         | Australien | 76        |           | A2        | Ryssland   | 94         |            |            |       |
|  | A1          |             |             |            | Australien | 76        |           | A2        | Ryssland   | 94         |            |            |       |
|  | B4          | Tjeckien    | 46          |            |            |           |           |           |            |            | B2         | Kina       | 81    |

### Bordtennis
- Huvudartikel: Bordtennis vid olympiska sommarspelen 2008
- Singel, herrar

| Idrottare    | Gren   | Grundomgång           | Omgång 1             | Omgång 2             | Omgång 3             | Omgång 4             | Kvartsfinal          | Semifinal            | Final                |
| Idrottare    | Gren   | Motståndare Resultat  | Motståndare Resultat | Motståndare Resultat | Motståndare Resultat | Motståndare Resultat | Motståndare Resultat | Motståndare Resultat | Motståndare Resultat |
| ------------ | ------ | --------------------- | -------------------- | -------------------- | -------------------- | -------------------- | -------------------- | -------------------- | -------------------- |
| David Zhuang | Singel | Toriola (NGR) L 3 – 4 | Gick inte vidare     | Gick inte vidare     | Gick inte vidare     | Gick inte vidare     | Gick inte vidare     | Gick inte vidare     | Gick inte vidare     |

- Singel, damer

| Idrottare     | Gren   | Grundomgång          | Omgång 1             | Omgång 2              | Omgång 3             | Omgång 4             | Kvartsfinal          | Semifinal            | Final                |
| Idrottare     | Gren   | Motståndare Resultat | Motståndare Resultat | Motståndare Resultat  | Motståndare Resultat | Motståndare Resultat | Motståndare Resultat | Motståndare Resultat | Motståndare Resultat |
| ------------- | ------ | -------------------- | -------------------- | --------------------- | -------------------- | -------------------- | -------------------- | -------------------- | -------------------- |
| Wang Chen     | Singel | Bye                  | Bye                  | Bye                   | Toth (HUN) W 4 – 1   | Kim (KOR) W 4 – 3    | Li (SIN) L 1 – 4     | Gick inte vidare     | Gick inte vidare     |
| Gao Jun       | Singel | Bye                  | Bye                  | Odorova (SVK) W 4 – 2 | Hirano (JPN) W 4 – 1 | Wu (DOM) L 3 – 4     | Gick inte vidare     | Gick inte vidare     | Gick inte vidare     |
| Crystal Huang | Singel | Yang (CGO) L 2 – 4   | Gick inte vidare     | Gick inte vidare      | Gick inte vidare     | Gick inte vidare     | Gick inte vidare     | Gick inte vidare     | Gick inte vidare     |

- Lag, damer

| Lag           | Poäng | Matcher | Vinster | Förluster | GW | GL |
| ------------- | ----- | ------- | ------- | --------- | -- | -- |
| Singapore     | 6     | 3       | 3       | 0         | 9  | 0  |
| USA           | 5     | 3       | 2       | 1         | 6  | 4  |
| Nederländerna | 4     | 3       | 1       | 2         | 4  | 6  |
| Nigeria       | 3     | 3       | 0       | 3         | 0  | 9  |

13 augusti
| Singapore     | 3–0 | USA |
| Nederländerna | 1–3 | USA |

14 augusti
| USA | 3–0 | Nigeria |

|  | Bronsmatcher, omgång 1 | Bronsmatcher, omgång 1 | Bronsmatcher, omgång 1 | Bronsmatcher, omgång 1 | Bronsmatcher, omgång 1 | Bronsmatcher, omgång 1 | Bronsmatcher, omgång 1 |  |  | Bronsmatcher, omgång 2 | Bronsmatcher, omgång 2 | Bronsmatcher, omgång 2 | Bronsmatcher, omgång 2 | Bronsmatcher, omgång 2 | Bronsmatcher, omgång 2 | Bronsmatcher, omgång 2 |  |  | Bronsmatch | Bronsmatch | Bronsmatch | Bronsmatch | Bronsmatch | Bronsmatch | Bronsmatch |
|  |                        |                        |                        |                        |                        |                        |                        |  |  |                        |                        |                        |                        |                        |                        |                        |  |  |            |            |            |            |            |            |            |
|  |                        |                        |                        |                        |                        |                        |                        |  |  | 4                      | Sydkorea               | 3                      | 3                      | 3                      |                        |                        |  |  |            |            |            |            |            |            |            |
|  | 7                      | USA                    | 1                      | 3                      | 3                      | 3                      |                        |  |  | 7                      | USA                    | 1                      | 2                      | 2                      |                        |                        |  |  |            |            |            |            |            |            |            |
|  | 12                     | Rumänien               | 3                      | 0                      | 1                      | 0                      |                        |  |  |                        |                        |                        |                        |                        |                        |                        |  |  | 4          | Sydkorea   | 3          | 3          | 3          |            |            |
|  |                        |                        |                        |                        |                        |                        |                        |  |  |                        |                        |                        |                        |                        |                        |                        |  |  | 5          | Japan      | 1          | 1          | 0          |            |            |
|  |                        |                        |                        |                        |                        |                        |                        |  |  | 3                      | Hongkong               | 3                      | 2                      | 2                      | 3                      | 0                      |  |  |            |            |            |            |            |            |            |
|  | 9                      | Österrike              | 1                      | 1                      | 1                      |                        |                        |  |  | 5                      | Japan                  | 0                      | 3                      | 3                      | 1                      | 3                      |  |  |            |            |            |            |            |            |            |
|  | 5                      | Japan                  | 3                      | 3                      | 3                      |                        |                        |  |  |                        |                        |                        |                        |                        |                        |                        |  |  |            |            |            |            |            |            |            |

### Boxning
- Huvudartikel: Boxning vid olympiska sommarspelen 2008

| Tävlande          | Viktklass       | Sextondelsfinal          | Åttondelsfinal         | Kvartsfinal           | Semifinal            | Final                |
| Tävlande          | Viktklass       | Motståndare Resultat     | Motståndare Resultat   | Motståndare Resultat  | Motståndare Resultat | Motståndare Resultat |
| ----------------- | --------------- | ------------------------ | ---------------------- | --------------------- | -------------------- | -------------------- |
| Luis Yáñez        | Lätt flugvikt   | de la Nieve (ESP) W 12-9 | Pürevdorj (MGL) L 7-8  | Gick inte vidare      | Gick inte vidare     | Gick inte vidare     |
| Raushee Warren    | Flugvikt        | Lee (KOR) L 8-9          | Gick inte vidare       | Gick inte vidare      | Gick inte vidare     | Gick inte vidare     |
| Raynell Williams  | Fjädervikt      | di Savino (ITA) W 9-1    | Djelkhir (FRA) L 7-9   | Gick inte vidare      | Gick inte vidare     | Gick inte vidare     |
| Sadam Ali         | Lättvikt        | Popescu (ROU) L 5-20     | Gick inte vidare       | Gick inte vidare      | Gick inte vidare     | Gick inte vidare     |
| Javier Molina     | Lätt weltervikt | Georgiev (BUL) L 1-14    | Gick inte vidare       | Gick inte vidare      | Gick inte vidare     | Gick inte vidare     |
| Demetrius Andrade | Weltervikt      | Jvania (GEO) W 11-9      | Balanov (RUS) W 14-3   | Jung-Joo (KOR) L 11-9 | Gick inte vidare     | Gick inte vidare     |
| Shawn Estrada     | Medelvikt       | Maderna (ARG) W 10-2     | DeGale (GBR) L 5-11    | Gick inte vidare      | Gick inte vidare     | Gick inte vidare     |
| Deontay Wilder    | Tungvikt        |                          | Touilbini (ALG) W 10-4 | Arjaoui (MAR) W 10-10 | Russo (ITA) L 1-7    | Gick inte vidare     |

### Brottning
- Huvudartikel: Brottning vid olympiska sommarspelen 2008

Herrar
| Idrottare      | Klass                               | Kvalomgång                        | Åttondelsfinal                             | Kvartsfinal                           | Semifinal                                | Final                                 |
| Idrottare      | Klass                               | Motståndare Resultat              | Motståndare Resultat                       | Motståndare Resultat                  | Motståndare Resultat                     | Motståndare Resultat                  |
| -------------- | ----------------------------------- | --------------------------------- | ------------------------------------------ | ------------------------------------- | ---------------------------------------- | ------------------------------------- |
| Henry Cejudo   | Fristil, bantamvikt                 | Bye                               | Radoslav Velikov (BUL) 0 – 1, 3 – 2, 4 – 3 | Gochashvili (GEO) 1 – 3, 3 – 2, 3 – 0 | Namig Sevdimov (AZE) 5 – 3, 2 – 3, 3 – 4 | Tomohiro Matsunaga (JPN) 2 – 2, 3 – 0 |
| Doug Schwab    | Fristil, lättvikt                   | Andriy Stadnik (UKR) 2 – 0, 4 – 0 | Gick inte vidare                           | Gick inte vidare                      | Gick inte vidare                         | Gick inte vidare                      |
| Ben Askren     | Fristil, weltervikt                 | Istvan Vereb (HUN) 0 – 2, F       | Iván Fundora (CUB) 1 – 3, 0, 4             | Gick inte vidare                      | Gick inte vidare                         | Gick inte vidare                      |
| Andy Hrovat    | Fristil, mellanvikt                 | Bye                               | Reineris Salas (CUB) 3 – 0, 1 – 3, 2 – 2   | Gick inte vidare                      | Gick inte vidare                         | Gick inte vidare                      |
| Daniel Cormier | Fristil, tungvikt                   | Michel Batista (CUB) (withdrew)   | Gick inte vidare                           | Gick inte vidare                      | Gick inte vidare                         | Gick inte vidare                      |
| Steve Mocco    | Fristil, supertungvikt              | Rajiv Tomar (IND) 1 – 0, 3 – 0    | Liang Lei (CHN) 1 – 0, 3 – 0               | Akhmedov (RUS) 1 – 0, 0 – 1, 0 – 2    | Fardin Masoumi (IRI) 1 – 3, 1 – 4        | Gick inte vidare                      |
| Spenser Mango  | Grekisk-romersk stil , bantamvikt   | Bye                               | Munteanu (ROU) PP 3:1                      | Park (KOR) PP 1:3                     | Gick inte vidare                         | Gick inte vidare                      |
| Jake Deitchler | Grekisk-romersk stil, lättvikt      | Bye                               | Begaliev (KGZ) PP 1:3                      | Gick inte vidare                      | Gick inte vidare                         | Gick inte vidare                      |
| T.C. Dantzler  | Grekisk-romersk stil, weltervikt    | Bacsi (HUN) PP 1:3                | Gick inte vidare                           | Gick inte vidare                      | Gick inte vidare                         | Gick inte vidare                      |
| Brad Vering    | Grekisk-romersk stil, mellanvikt    | Michalkiewicz (POL) PP 3:1        | Forov (ARM) PP 1:3                         | Gick inte vidare                      | Gick inte vidare                         | Gick inte vidare                      |
| Adam Wheeler   | Grekisk-romersk stil, tungvikt      | Bye                               | Virag (HUN) PP 3:1                         | Jiang (CHN) PP 3:1                    | Englich (GER) PP 1:3                     | Gick inte vidare                      |
| Dremiel Byers  | Grekisk-romersk stil, supertungvikt | Chernetskyi (UKR) PP 3:1          | Liu (CHN) PP 3:1                           | Sjoberg (SWE) PP 1:3                  | Gick inte vidare                         | Gick inte vidare                      |

| Tävlande       | Gren                      | Bronsomgång 1        | Bronsomgång 2          | Bronsmedalj          |
| Tävlande       | Gren                      | Motståndare Resultat | Motståndare Resultat   | Motståndare Resultat |
| -------------- | ------------------------- | -------------------- | ---------------------- | -------------------- |
| Jake Deitchler | Grekisk-romersk, lättvikt |                      | Vardanyan (UKR) PP 1:3 | Gick inte vidare     |
| Adam Wheeler   | Grekisk-romersk, tungvikt |                      |                        | Han (KOR) PP 3:1     |

Damer
| Idrottare        | Klass               | Kvalomgång               | Åttondelsfinal                     | Kvartsfinal                   | Semifinal                     | Final                |
| Idrottare        | Klass               | Motståndare Resultat     | Motståndare Resultat               | Motståndare Resultat          | Motståndare Resultat          | Motståndare Resultat |
| ---------------- | ------------------- | ------------------------ | ---------------------------------- | ----------------------------- | ----------------------------- | -------------------- |
| Clarissa Chun    | Fristil, flugvikt   | Bye                      | Mattsson (SWE) 6 – 1, 2 – 1        | Boubryemm (FRA) 2 – 1, 4 – 1  | Icho(JPN) 0 – 1, 3 – 0, 1 – 1 | Gick inte vidare     |
| Marcie Van Dusen | Fristil, lättvikt   | Bye                      | Synyshyn (UKR) 4 – 0, 1 – 1, 0 – 7 | Rentería (COL) 2 – 7, 3 – 5   | Gick inte vidare              | Gick inte vidare     |
| Randi Miller     | Fristil, mellanvikt | Farac (EGY) 3 – 0, 5 – 0 | Ostapchuk (UKR) 5 – 2, 3 – 1       | Icho (JPN) 9 – 0, 5 – 0       | Gick inte vidare              | Gick inte vidare     |
| Ali Bernard      | Fristil, tungvikt   | Bye                      | Amarachi Obiajunwa (NGR) F         | Wang Jiao (CHN) 1' – 3, 3 – 7 | Gick inte vidare              | Gick inte vidare     |

| Tävlande      | Gren                | Bronsomgång 1        | Bronsomgång 2             | Bronsmedalj                  |
| Tävlande      | Gren                | Motståndare Resultat | Motståndare Resultat      | Motståndare Resultat         |
| ------------- | ------------------- | -------------------- | ------------------------- | ---------------------------- |
| Clarissa Chun | Fristil, flugvikt   |                      |                           | Merleni (UKR) 0 – 2, 1 – 4   |
| Randi Miller  | Fristil, mellanvikt |                      | Zamula (AZE) 5 – 0, 5 – 0 | Dugrenier (CAN) 3 – 3, 3 – 1 |

### Bågskytte
- Huvudartikel: Bågskytte vid olympiska sommarspelen 2008
- Herrar

| Namn                                     | Gren         | Rankingrunda | Rankingrunda | 32-delsfinal                           | 16-delsfinal                         | 8-delsfinal                   | Kvartsfinal                 | Semifinal        | Final            | Final            |
| Namn                                     | Gren         | Poäng        | Seed         | Resultat                               | Resultat                             | Resultat                      | Resultat                    | Resultat         | Resultat         | Plats            |
| ---------------------------------------- | ------------ | ------------ | ------------ | -------------------------------------- | ------------------------------------ | ----------------------------- | --------------------------- | ---------------- | ---------------- | ---------------- |
| Brady Ellison                            | Individuellt | 664          | 15           | Burnes (CAN) (50) W 111-89             | Lyon (CAN) (47) L 107-113            | Gick inte vidare              | Gick inte vidare            | Gick inte vidare | Gick inte vidare | Gick inte vidare |
| Butch Johnson                            | Individuellt | 653          | 40           | Abramov (RUS) (25) W 109(+26)-109(+25) | Dong-Hyun (KOR) (8) L 106-115        | Gick inte vidare              | Gick inte vidare            | Gick inte vidare | Gick inte vidare | Gick inte vidare |
| Vic Wunderle                             | Individuellt | 652          | 41           | \|Velez (MEX) (24) W 106-102           | di Buo (ITA) (9) W 108(+19)-108(+17) | Dong-Hyun (KOR) (8) W 113-111 | Serrano (MEX) (1) L 106-113 | Gick inte vidare | Gick inte vidare | Gick inte vidare |
| Brady Ellison Butch Johnson Vic Wunderle | Lag          | 1969         | 10           | N/A                                    | N/A                                  | (Taiwan) (7) L 218-222        | Gick inte vidare            | Gick inte vidare | Gick inte vidare | 9                |

- Damer

| Namn             | Gren         | Rankingrunda | Rankingrunda | 32-delsfinal                    | 16-delsfinal                   | 8-delsfinal                | Kvartsfinal             | Semifinal        | Final            | Final            |
| Namn             | Gren         | Poäng        | Seed         | Resultat                        | Resultat                       | Resultat                   | Resultat                | Resultat         | Resultat         | Plats            |
| ---------------- | ------------ | ------------ | ------------ | ------------------------------- | ------------------------------ | -------------------------- | ----------------------- | ---------------- | ---------------- | ---------------- |
| Jennifer Nichols | Individuellt | 637          | 24           | Rochmawati (INA) (41) W 114-101 | Hayakawa (JPN) (9) L 103-105   | Gick inte vidare           | Gick inte vidare        | Gick inte vidare | Gick inte vidare | Gick inte vidare |
| Khatuna Lorig    | Individuellt | 635          | 26           | Arnold (FRA) (39) W 107-105     | Williamson (GBR) (7) W 112-109 | Rendon (COL) (10) W 107-95 | Yun (KOR) (2) L 105-111 | Gick inte vidare | Gick inte vidare | Gick inte vidare |

### Cykling
- Huvudartikel: Cykling vid olympiska sommarspelen 2008

#### BMX
Herrar
| Cyklist        | Gren | Seedning | Seedning  | Kvartsfinal | Kvartsfinal | Semifinal | Semifinal | Final            | Final            |
| Cyklist        | Gren | Tid      | Placering | Poäng       | Placering   | Poäng     | Placering | Tid              | Placering        |
| -------------- | ---- | -------- | --------- | ----------- | ----------- | --------- | --------- | ---------------- | ---------------- |
| Kyle Bennett   | BMX  | 36.421   | 12        | 14          | 4 Q         | 14        | 6         | Gick inte vidare | Gick inte vidare |
| Mike Day       | BMX  | 35.692   | 1         | 3           | 1 Q         | 5         | 1 Q       | 36.606           | Silver           |
| Donny Robinson | BMX  | 36.810   | 24        | 11          | 3 Q         | 10        | 3 Q       | 36.972           | Brons            |

Damer
| Cyklist      | Gren | Seedning | Seedning  | Semifinal | Semifinal | Final  | Final     |
| Cyklist      | Gren | Tid      | Placering | Poäng     | Placering | Tid    | Placering |
| ------------ | ---- | -------- | --------- | --------- | --------- | ------ | --------- |
| Jill Kintner | BMX  | 37.913   | 7         | 9         | 2 Q       | 38.647 | Brons     |

Official Olympic cycling – BMX schedule

#### Mountainbike
Herrar
| Cyklist    | Gren         | Tid      | Placering |
| ---------- | ------------ | -------- | --------- |
| Adam Craig | Mountainbike | – 1 varv | 29        |
| Todd Wells | Mountainbike | – 3 varv | 43        |

Damer
| Cyklist          | Gren         | Tid     | Placering |
| ---------------- | ------------ | ------- | --------- |
| Georgia Gould    | Mountainbike | 1:50.51 | 8         |
| Mary McConneloug | Mountainbike | 1:50.34 | 7         |

- Official Olympic cycling – mountain bike schedule

#### Landsväg
Herrar
| Cyklist               | Proffslag           | Gren      | Tid             | Placering      |
| --------------------- | ------------------- | --------- | --------------- | -------------- |
| George Hincapie       | Team Columbia       | Linjelopp | 6:26:25 (+2:36) | 40             |
| Levi Leipheimer       | Astana              | Linjelopp | 6:24:09 (+0:20) | 11             |
| Levi Leipheimer       | Astana              | Tempolopp | 1:03:21 (+1:10) |                |
| Jason McCartney       | CSC–Saxo Bank       | Linjelopp | DNF             | DNF            |
| Christian Vande Velde | Garmin–Chipotle–H30 | Linjelopp | 6:24:19 (+0:30) | 17             |
| David Zabriskie       | Garmin–Chipotle–H30 | Linjelopp | Did not finish  | Did not finish |
| David Zabriskie       | Garmin–Chipotle–H30 | Tempolopp | 1:05:18 (+3:06) | 12             |

Damer
| Cyklist            | Gren      | Tid             | Placering |
| ------------------ | --------- | --------------- | --------- |
| Kristin Armstrong  | Linjelopp | 3:33:07 (+0:43) | 25        |
| Kristin Armstrong  | Tempolopp | 34:51.72        |           |
| Amber Neben        | Linjelopp | 3:33:17 (+0:53) | 33        |
| Christine Thorburn | Linjelopp | 3:41:08 (+8:44) | 52        |
| Christine Thorburn | Tempolopp | 35:54.16        | 5         |

Official Olympic cycling – road schedule

#### Bana
Förföljelser
| Cyklist        | Gren                  | Kval     | Kval      | 1:a omgången                   | 1:a omgången | Finaler          | Finaler          |
| Cyklist        | Gren                  | Tid      | Placering | Motståndare Tid                | Placering    | Motståndare Tid  | Placering        |
| -------------- | --------------------- | -------- | --------- | ------------------------------ | ------------ | ---------------- | ---------------- |
| Taylor Phinney | Herrarnas förföljelse | 4:22.860 | 7 Q       | Hayden Roulston (NZL) 4:26.644 | 8            | Gick inte vidare | Gick inte vidare |
| Sarah Hammer   | Damernas förföljelse  | 3:35.471 | 5 Q       | Alison Shanks (NZL) 3:34.237   | 5            | Gick inte vidare | Gick inte vidare |

Sprinter
| Cyklist                                          | Gren                | Kvalificering        | Kvalificering | 1/16-final (uppsamling)     | 1/8-final (uppsamling)                   | Kvartsfinal                    | Semifinal                 | Final                     | Final     |
| Cyklist                                          | Gren                | Tid Hastighet (km/h) | Placering     | Motståndare Tid Hastighet   | Motståndare Tid Hastighet                | Motståndare Tid Hastighet      | Motståndare Tid Hastighet | Motståndare Tid Hastighet | Placering |
| ------------------------------------------------ | ------------------- | -------------------- | ------------- | --------------------------- | ---------------------------------------- | ------------------------------ | ------------------------- | ------------------------- | --------- |
| Michael Blatchford                               | Herrarnas sprint    | 10.470 68.767        | 15 Q          | Mickaël Bourgain (FRA) L, L | Gick inte vidare                         | Gick inte vidare               | Gick inte vidare          | Gick inte vidare          | 15        |
| Michael Blatchford Adam Duvendeck Giddeon Massie | Herrarnas lagsprint | 45.346 59.542        | 8 Q           |                             |                                          | Storbritannien L 45.423 59.441 |                           | Gick inte vidare          | 8         |
| Jennie Reed                                      | Damernas sprint     | 11.4000 63.157       | 8 Q           |                             | Simona Krupeckaitė (LTU) W 11.955 60.225 | Willy Kanis (NED) L            | Gick inte vidare          | Gick inte vidare          | 7         |

Keirin
| Cyklist        | Gren             | 1:a rundan | Uppsamling | 2:a rundan       | Final     |
| Cyklist        | Gren             | Placering  | Placering  | Placering        | Placering |
| -------------- | ---------------- | ---------- | ---------- | ---------------- | --------- |
| Giddeon Massie | Herrarnas keirin | 3 R        | 4          | Gick inte vidare | =21       |

Poänglopp
| Cyklist                    | Gren                | Totalpoäng       | Placering |
| -------------------------- | ------------------- | ---------------- | --------- |
| Bobby Lea                  | Herrarnas poänglopp | Avbröt           | Avbröt    |
| Sarah Hammer               | Damernas poänglopp  | Avbröt           | Avbröt    |
| Michael Friedman Bobby Lea | Herrarnas Madison   | 3 (4 varv efter) | 16        |

Official Olympic cycling – track schedule

### Fotboll
*Huvudartikel: Fotboll vid olympiska sommarspelen 2008

#### Damer
| Nr          | Namn                 | Klubb               | Född              | SM        | Mål       |           | Gult kort · Gult kort · Rött kort | Rött kort |
| Målvakter   | Målvakter            | Målvakter           | Målvakter         | Målvakter | Målvakter | Målvakter | Målvakter                         | Målvakter |
| ----------- | -------------------- | ------------------- | ----------------- | --------- | --------- | --------- | --------------------------------- | --------- |
| 1           | Hope Solo            | Washington          | 30 juli 1981      | 6         | 0         | 0         | 0                                 | 0         |
| 18          | Nicole Barnhart      | Stanford            | 10 oktober 1981   | 0         | 0         | 0         | 0                                 | 0         |
| Försvarare  |                      |                     |                   |           |           |           |                                   |           |
| 2           | Heather Mitts        | Florida             | 9 juni 1978       | 6         | 0         | 0         | 0                                 | 0         |
| 3           | Christie Rampone (C) | Monmouth            | 24 juni 1975      | 6         | 0         | 0         | 0                                 | 0         |
| 4           | Rachel Buehler       | Stanford            | 8 juni 1985       | 2         | 0         | 0         | 0                                 | 0         |
| 14          | Stephanie Cox        | Portland            | 3 april 1986      | 1(4)      | 0         | 0         | 0                                 | 0         |
| 15          | Kate Markgraf        | Notre Dame          | 23 augusti 1976   | 5         | 0         | 0         | 0                                 | 0         |
| 17          | Lori Chalupny        | North Carolina      | 29 januari 1984   | 5         | 1         | 0         | 0                                 | 0         |
| Mittfältare |                      |                     |                   |           |           |           |                                   |           |
| 5           | Lindsay Tarpley      | North Carolina      | 22 september 1983 | 6         | 1         | 0         | 0                                 | 0         |
| 7           | Shannon Boxx         | Notre Dame          | 27 juni 1977      | 6         | 0         | 0         | 0                                 | 0         |
| 9           | Heather O'Reilly     | North Carolina      | 2 januari 1985    | 6         | 2         | 0         | 0                                 | 0         |
| 10          | Aly Wagner           | Santa Clara         | 10 augusti 1980   | (1)       | 0         | 0         | 0                                 | 0         |
| 11          | Carli Lloyd          | Rutgers             | 16 juli 1982      | 6         | 2         | 0         | 0                                 | 0         |
| 13          | Tobin Heath          | North Carolina      | 29 maj 1988       | (3)       | 0         | 0         | 0                                 | 0         |
| 16          | Angela Hucles        | Virginia            | 5 juli 1978       | 6         | 4         | 0         | 0                                 | 0         |
| Anfallare   |                      |                     |                   |           |           |           |                                   |           |
| 6           | Natasha Kai          | Hawaii              | 22 maj 1983       | 1(5)      | 1         | 0         | 0                                 | 0         |
| 8           | Amy Rodriguez        | Southern California | 17 februari 1987  | 5(1)      | 1         | 0         | 0                                 | 0         |
| 12          | Lauren Cheney        | UCLA                | 30 september 1987 | (3)       | 0         | 0         | 0                                 | 0         |
| Coach       |                      |                     |                   |           |           |           |                                   |           |
|             | Pia Sundhage         |                     | 13 februari 1960  |           |           |           |                                   |           |

- Grupp G

| Lag         | S | V | O | F | GM | IM | MS | P |
| ----------- | - | - | - | - | -- | -- | -- | - |
| USA         | 3 | 2 | 0 | 1 | 5  | 2  | +3 | 6 |
| Norge       | 3 | 2 | 0 | 1 | 4  | 5  | −1 | 6 |
| Japan       | 3 | 1 | 1 | 1 | 7  | 4  | +3 | 4 |
| Nya Zeeland | 3 | 0 | 1 | 2 | 2  | 7  | −5 | 1 |

|       | 6 augusti 2008 | Norge                    | 2 – 0           | USA | Qinhuangdao Olympic Sports Center Stadium, Qinhuangdao |                                                  |
| 19.45 | 19.45          | Larsen Kaurin 2′ Wiik 4′ | (2 – 0) Rapport |     | Publik: 17 673 Domare: Nicole Petignat (Schweiz)       | Publik: 17 673 Domare: Nicole Petignat (Schweiz) |
| 19.45 | 19.45          |                          |                 |     | Publik: 17 673 Domare: Nicole Petignat (Schweiz)       | Publik: 17 673 Domare: Nicole Petignat (Schweiz) |
| 19.45 | 19.45          |                          |                 |     | Publik: 17 673 Domare: Nicole Petignat (Schweiz)       | Publik: 17 673 Domare: Nicole Petignat (Schweiz) |

|       | 9 augusti 2008 | USA       | 1 – 0           | Japan | Qinhuangdao Olympic Sports Center Stadium, Qinhuangdao |                                                     |
| 17.00 | 17.00          | Lloyd 27′ | (1 – 0) Rapport |       | Publik: 16 912 Domare: Pannipar Kamnueng (Thailand)    | Publik: 16 912 Domare: Pannipar Kamnueng (Thailand) |
| 17.00 | 17.00          |           |                 |       | Publik: 16 912 Domare: Pannipar Kamnueng (Thailand)    | Publik: 16 912 Domare: Pannipar Kamnueng (Thailand) |
| 17.00 | 17.00          |           |                 |       | Publik: 16 912 Domare: Pannipar Kamnueng (Thailand)    | Publik: 16 912 Domare: Pannipar Kamnueng (Thailand) |

|       | 12 augusti 2008 | USA                                              | 4 – 0           | Nya Zeeland | Shenyang Olympic Stadium, Shenyang               |                                                  |
| 19.45 | 19.45           | O'Reilly 1′ Rodriguez 43′ Tarpley 56′ Hucles 60′ | (2 – 0) Rapport |             | Publik: 12 453 Domare: Dagmar Damkova (Tjeckien) | Publik: 12 453 Domare: Dagmar Damkova (Tjeckien) |
| 19.45 | 19.45           |                                                  |                 |             | Publik: 12 453 Domare: Dagmar Damkova (Tjeckien) | Publik: 12 453 Domare: Dagmar Damkova (Tjeckien) |
| 19.45 | 19.45           |                                                  |                 |             | Publik: 12 453 Domare: Dagmar Damkova (Tjeckien) | Publik: 12 453 Domare: Dagmar Damkova (Tjeckien) |

- Slutspel

|  | Kvartsfinal | Kvartsfinal | Kvartsfinal |     |         | Semifinal | Semifinal | Semifinal |            |            | Final      | Final      | Final |
|  |             |             |             |     |         |           |           |           |            |            |            |            |       |
|  | F1          | Brasilien   | 2           |     |         |           |           |           |            |            |            |            |       |
|  | G2          | Norge       | 1           |     |         |           |           |           |            |            |            |            |       |
|  | G2          | Norge       | 1           |     | F1      | Brasilien | 4         |           |            |            |            |            |       |
|  |             |             |             |     | F1      | Brasilien | 4         |           |            |            |            |            |       |
|  |             | F2          | Tyskland    | 1   |         |           |           |           |            |            |            |            |       |
|  | E2          | F2          | Tyskland    | 1   | Sverige | 0         |           |           |            |            |            |            |       |
|  | E2          |             |             |     | Sverige | 0         |           |           |            |            |            |            |       |
|  | F2          | Tyskland    | 2           |     |         |           |           |           |            |            |            |            |       |
|  |             |             |             |     |         |           |           |           |            |            | F1         | Brasilien  | 0     |
|  |             |             | G1          | USA | 1       |           |           |           |            |            |            |            |       |
|  | G1          | USA         | 2           |     |         |           |           |           |            |            |            |            |       |
|  | E3          | Kanada      | 1           |     |         |           |           |           |            |            |            |            |       |
|  | E3          | Kanada      | 1           |     | G1      | USA       | 4         |           | Bronsmatch | Bronsmatch | Bronsmatch | Bronsmatch |       |
|  |             |             |             |     | G1      | USA       | 4         |           | Bronsmatch | Bronsmatch | Bronsmatch | Bronsmatch |       |
|  |             | G3          | Japan       | 2   |         |           |           |           |            |            |            |            |       |
|  | E1          | G3          | Japan       | 2   | Kina    | 0         |           | F2        | Tyskland   | 2          |            |            |       |
|  | E1          |             |             |     | Kina    | 0         |           | F2        | Tyskland   | 2          |            |            |       |
|  | G3          | Japan       | 2           |     |         |           |           |           |            |            | G3         | Japan      | 0     |

- Kvartsfinal

|  | 15 augusti 2008 18.00 | USA                 | 2 – 1          | Kanada       | Shanghai Stadium, Shanghai                      |                                                 |
|  |                       | Hucles 12′ Kai 101′ | (1 – 1; 1 – 1) | 30′ Sinclair | Publik: 26 129 Domare: Jenny Palmqvist, Sverige | Publik: 26 129 Domare: Jenny Palmqvist, Sverige |
|  |                       |                     |                |              | Publik: 26 129 Domare: Jenny Palmqvist, Sverige | Publik: 26 129 Domare: Jenny Palmqvist, Sverige |
|  |                       |                     |                |              | Publik: 26 129 Domare: Jenny Palmqvist, Sverige | Publik: 26 129 Domare: Jenny Palmqvist, Sverige |

- Semifinal

|  | 18 augusti 2008 21.00 | USA                                       | 4 – 2   | Japan                  | Beijing Workers' Stadium, Peking                |                                                 |
|  |                       | Hucles 41′, 80′ Chalupny 44′ O'Reilly 70′ | (2 – 1) | 16′ Ohno 90+3′ Arakawa | Publik: 50 937 Domare: Nicole Petignat, Schweiz | Publik: 50 937 Domare: Nicole Petignat, Schweiz |
|  |                       |                                           |         |                        | Publik: 50 937 Domare: Nicole Petignat, Schweiz | Publik: 50 937 Domare: Nicole Petignat, Schweiz |
|  |                       |                                           |         |                        | Publik: 50 937 Domare: Nicole Petignat, Schweiz | Publik: 50 937 Domare: Nicole Petignat, Schweiz |

#### Final
|  | 21 augusti 2008 21.00 | Brasilien | 0 – 1          | USA       | Beijing Workers' Stadium, Peking                |                                                 |
|  |                       |           | (0 – 0; 0 – 0) | 96′ Lloyd | Publik: 51 612 Domare: Dagmar Damkova, Tjeckien | Publik: 51 612 Domare: Dagmar Damkova, Tjeckien |
|  |                       |           |                |           | Publik: 51 612 Domare: Dagmar Damkova, Tjeckien | Publik: 51 612 Domare: Dagmar Damkova, Tjeckien |
|  |                       |           |                |           | Publik: 51 612 Domare: Dagmar Damkova, Tjeckien | Publik: 51 612 Domare: Dagmar Damkova, Tjeckien |

#### Herrar
| Nr          | Namn               | Klubb                  | Födelsedag | SM        | Mål       |           | Gult kort · Gult kort · Rött kort | Rött kort |
| Målvakter   | Målvakter          | Målvakter              | Målvakter  | Målvakter | Målvakter | Målvakter | Målvakter                         | Målvakter |
| ----------- | ------------------ | ---------------------- | ---------- | --------- | --------- | --------- | --------------------------------- | --------- |
| 1           | Chris Seitz        | Real Salt Lake         | 21         | 0         | 0         | 0         | 0                                 | 0         |
| 18          | Brad Guzan*        | Chivas USA             | 23         | 0         | 0         | 0         | 0                                 | 0         |
| Försvarare  |                    |                        |            |           |           |           |                                   |           |
| 2           | Marvell Wynne      | Toronto FC             | 22         | 0         | 0         | 0         | 0                                 | 0         |
| 3           | Michael Orozco     | Club San Luis          | 22         | 0         | 0         | 0         | 0                                 | 0         |
| 5           | Dax McCarty        | FC Dallas              | 21         | 0         | 0         | 0         | 0                                 | 0         |
| 13          | Patrick Ianni      | Houston Dynamo         | 23         | 0         | 0         | 0         | 0                                 | 0         |
| 15          | Michael Parkhurst* | New England Revolution | 24         | 0         | 0         | 0         | 0                                 | 0         |
| Mittfältare |                    |                        |            |           |           |           |                                   |           |
| 4           | Michael Bradley    | SC Heerenveen          | 21         | 0         | 0         | 0         | 0                                 | 0         |
| 6           | Maurice Edu        | Toronto FC             | 22         | 0         | 0         | 0         | 0                                 | 0         |
| 7           | Stuart Holden      | Houston Dynamo         | 23         | 0         | 0         | 0         | 0                                 | 0         |
| 8           | Danny Szetela      | Brescia                | 21         | 0         | 0         | 0         | 0                                 | 0         |
| 10          | Benny Feilhaber    | Derby County           | 23         | 0         | 0         | 0         | 0                                 | 0         |
| 11          | Freddy Adu         | Monaco                 | 19         | 0         | 0         | 0         | 0                                 | 0         |
| 16          | Sacha Kljestan     | Chivas USA             | 23         | 0         | 0         | 0         | 0                                 | 0         |
| Anfallare   |                    |                        |            |           |           |           |                                   |           |
| 9           | Charlie Davies     | Hammarby               | 22         | 0         | 0         | 0         | 0                                 | 0         |
| 12          | Jozy Altidore      | Villarreal             | 18         | 0         | 0         | 0         | 0                                 | 0         |
| 14          | Robbie Rogers      | Columbus Crew          | 21         | 0         | 0         | 0         | 0                                 | 0         |
| 17          | Brian McBride*     | Chicago Fire           | 36         | 0         | 0         | 0         | 0                                 | 0         |
| Coach       |                    |                        |            |           |           |           |                                   |           |
|             | Piotr Nowak        |                        | 43         |           |           |           |                                   |           |

- Grupp B

| Lag           | S | V | O | F | GM | IM | MS | P |
| ------------- | - | - | - | - | -- | -- | -- | - |
| Nigeria       | 3 | 2 | 1 | 0 | 4  | 2  | +2 | 7 |
| Nederländerna | 3 | 1 | 2 | 0 | 3  | 2  | +1 | 5 |
| USA           | 3 | 1 | 1 | 1 | 4  | 4  | 0  | 4 |
| Japan         | 3 | 0 | 0 | 3 | 1  | 4  | −3 | 0 |

|       | 2008-08-07 | Japan U23 | 0 – 1     | USA U23    | Tianjin Olympic Center Stadium, Tianjin       |                                               |
| 17.00 | 17.00      |           | (Rapport) | Holden 47′ | Publik: 57 102 Domare: Badara Diatta, Senegal | Publik: 57 102 Domare: Badara Diatta, Senegal |
| 17.00 | 17.00      |           |           |            | Publik: 57 102 Domare: Badara Diatta, Senegal | Publik: 57 102 Domare: Badara Diatta, Senegal |
| 17.00 | 17.00      |           |           |            | Publik: 57 102 Domare: Badara Diatta, Senegal | Publik: 57 102 Domare: Badara Diatta, Senegal |

|       | 2008-08-10 | USA U23                   | 2 – 2     | Nederländerna U23     | Tianjin Olympic Center Stadium, Tianjin            |                                                    |
| 19.45 | 19.45      | Kljestan 64′ Altidore 72′ | (Rapport) | Babel 16′ Sibon 90+3′ | Publik: 45 016 Domare: Michael Hester, Nya Zeeland | Publik: 45 016 Domare: Michael Hester, Nya Zeeland |
| 19.45 | 19.45      |                           |           |                       | Publik: 45 016 Domare: Michael Hester, Nya Zeeland | Publik: 45 016 Domare: Michael Hester, Nya Zeeland |
| 19.45 | 19.45      |                           |           |                       | Publik: 45 016 Domare: Michael Hester, Nya Zeeland | Publik: 45 016 Domare: Michael Hester, Nya Zeeland |

|       | 2008-08-13 | Nigeria U23          | 2 – 1     | USA U23             | Beijing Workers' Stadium, Beijing               |                                                 |
| 17.00 | 17.00      | Isaac 39′ Obinna 79′ | (Rapport) | Kljestan 88′ (str.) | Publik: 48 096 Domare: Wolfgang Stark, Tyskland | Publik: 48 096 Domare: Wolfgang Stark, Tyskland |
| 17.00 | 17.00      |                      |           |                     | Publik: 48 096 Domare: Wolfgang Stark, Tyskland | Publik: 48 096 Domare: Wolfgang Stark, Tyskland |
| 17.00 | 17.00      |                      |           |                     | Publik: 48 096 Domare: Wolfgang Stark, Tyskland | Publik: 48 096 Domare: Wolfgang Stark, Tyskland |

### Friidrott
*Huvudartikel: Friidrott vid olympiska sommarspelen 2008
| Herrar - 100 m - Tyson Gay - Walter Dix - Darvis Patton - 200 m - Walter Dix - Shawn Crawford - Wallace Spearmon - 400 m - LaShawn Merritt - Jeremy Wariner - David Neville - 800 m - Nick Symmonds - Andrew Wheating - Christian Smith - 1,500 m - Bernard Lagat - Leonel Manzano - Lopez Lomong - 5,000 m - Bernard Lagat - Matt Tegenkamp - Ian Dobson - 10,000 m - Abdi Abdirahman - Galen Rupp - Jorge Torres - Marathon - Ryan Hall - Dathan Ritzenhein - Brian Sell - 3 000 m hinder - Anthony Famiglietti - Billy Nelson - Josh McAdams - 110 m häck - David Oliver - Terrence Trammell - David Payne - 400 m häck - Bershawn Jackson - Kerron Clement - Angelo Taylor - 20 km gång - Kevin Eastler - 50 km gång - Philip Dunn - Tiokamp - Bryan Clay - Trey Hardee - Tom Pappas - Höjdhopp - Jesse Williams - Andra Manson - Dustin Jonas - Längdhopp - Trevell Quinley - Brian Johnson - Miguel Pate - Tresteg - Aarik Wilson - Kenta Bell - Rafeeq Curry - Stavhopp - Derek Miles - Jeff Hartwig - Brad Walker - Kulstötning - Reese Hoffa - Christian Cantwell - Adam Nelson - Diskus - Ian Waltz - Michael Robertson - Casey Malone - Släggkastning - A.G. Kruger - Spjutkastning - Mike Hazle - Leigh Smith - Breaux Greer | Kvinnor - 100 m - Muna Lee - Torri Edwards - Lauryn Williams - 200 m - Allyson Felix - Muna Lee - Marshevet Hooker - 400 m - Sanya Richards - DeeDee Trotter - Mary Wineberg - 800 m - Hazel Clark - Alice Schmidt - Nicole Teter - 1,500 m - Shannon Rowbury - Erin Donohue - Christin Wurth-Thomas - 5,000 m - Kara Goucher - Jennifer Rhines - Shalane Flanagan - 10,000 m - Shalane Flanagan - Kara Goucher - Amy Begley - Marathon - Deena Kastor - Magdalena Lewy Boulet - Blake Russell - 3 000 m hinder - Anna Willard - Lindsey Anderson - Jennifer Berringer - 100 m häck - LoLo Jones - Damu Cherry - Dawn Harper - 400 m häck - Tiffany Ross-Williams - Queen Harrison - Sheena Tosta - 20 km gång - Joanne Dow - Sjukamp - Hyleas Fountain - Jacquelyn Johnson - Diana Pickler - Höjdhopp - Chaunte Howard - Amy Acuff - Sharon Day - Längdhopp - Brittney Reese - Grace Upshaw - Funmi Jimoh - Tresteg - Shani Marks - Erica McLain - Stavhopp - Jennifer Stuczynski - Erica Bartolina - April Steiner-Bennett - Kulstötning - Michelle Carter - Kristin Heaston - Jillian Camarena - Diskus - Aretha Thurmond - Suzy Powell-Roos - Stephanie Brown Trafton - Släggkastning - Jessica Crosby - Amber Campbell - Loree Smith - Spjutkastning - Kara Patterson - Kim Kreiner |

Förkortningar
- Noteringar – Placeringarna avser endast löparens eget heat
- Q = Kvalificerad till nästa omgång
- q = Kvalificerade sig till nästa omgång som den snabbaste idrottaren eller, i fältgrenarna, via placering utan att uppnå kvalgränsen.
- NR = Nationellt rekord
- N/A = Omgången ingick inte i grenen
- Bye = Idrottaren behövde inte delta i denna omgång

Herrar
Bana och landsväg
| Idrottare                                                                                      | Gren           | Heat     | Heat      | Kvartsfinal     | Kvartsfinal     | Semifinal        | Semifinal        | Final            | Final            |
| Idrottare                                                                                      | Gren           | Resultat | Placering | Resultat        | Placering       | Resultat         | Placering        | Resultat         | Placering        |
| ---------------------------------------------------------------------------------------------- | -------------- | -------- | --------- | --------------- | --------------- | ---------------- | ---------------- | ---------------- | ---------------- |
| Walter Dix                                                                                     | 100 m          | 10.35    | 3 Q       | 10.08           | 2 Q             | 9.95             | 2 Q              | 9.91             | 3                |
| Tyson Gay                                                                                      | 100 m          | 10.22    | 1 Q       | 10.09           | 2 Q             | 10.05            | 5                | Gick inte vidare | Gick inte vidare |
| Darvis Patton                                                                                  | 100 m          | 10.25    | 2 Q       | 10.04           | 2 Q             | 10.03            | 4 Q              | 10.03            | 8                |
| Shawn Crawford                                                                                 | 200 m          | 20.61    | 1 Q       | 20.42           | 2 Q             | 20.12            | 2 Q              | 19.96            | 2                |
| Walter Dix                                                                                     | 200 m          | 20.77    | 2 Q       | 20.27           | 2 Q             | 20.19            | 3 Q              | 19.98            | 3                |
| Wallace Spearmon                                                                               | 200 m          | 20.46    | 1 Q       | 20.39           | 2 Q             | 20.14            | 3 Q              | DSQ              | DSQ              |
| LaShawn Merritt                                                                                | 400 m          | 44.96    | 1 Q       | i.u.            | i.u.            | 44.12            | 1 Q              | 43.75            | 1                |
| David Neville                                                                                  | 400 m          | 45.22    | 2 Q       | i.u.            | i.u.            | 44.91            | 2 Q              | 44.80            | 3                |
| Jeremy Wariner                                                                                 | 400 m          | 45.23    | 1 Q       | i.u.            | i.u.            | 44.15            | 1 Q              | 44.74            | 2                |
| Christian Smith                                                                                | 800 m          | 1:48.20  | 4         | i.u.            | i.u.            | Gick inte vidare | Gick inte vidare | Gick inte vidare | Gick inte vidare |
| Nick Symmonds                                                                                  | 800 m          | 1:46.01  | 1 Q       | i.u.            | i.u.            | 1:46.96          | 5                | Gick inte vidare | Gick inte vidare |
| Andrew Wheating                                                                                | 800 m          | 1:47.05  | 4         | i.u.            | i.u.            | Gick inte vidare | Gick inte vidare | Gick inte vidare | Gick inte vidare |
| Leonel Manzano                                                                                 | 1 500 m        | 3:36.67  | 1 Q       | i.u.            | i.u.            | 3:50.33          | 12               | Gick inte vidare | Gick inte vidare |
| Bernard Lagat                                                                                  | 1 500 m        | 3:41.98  | 4 Q       | i.u.            | i.u.            | 3:37.79          | 6                | Gick inte vidare | Gick inte vidare |
| Lopez Lomong                                                                                   | 1 500 m        | 3:36.70  | 5 Q       | i.u.            | i.u.            | 3:41.00          | 12               | Gick inte vidare | Gick inte vidare |
| Ian Dobson                                                                                     | 5 000 m        | 14:05.47 | 9         | i.u.            | i.u.            | i.u.             | i.u.             | Gick inte vidare | Gick inte vidare |
| Bernard Lagat                                                                                  | 5 000 m        | 13:39.70 | 1 Q       | i.u.            | i.u.            | i.u.             | i.u.             | 13:26.89         | 9                |
| Matt Tegenkamp                                                                                 | 5 000 m        | 13:37.36 | 1 Q       | i.u.            | i.u.            | i.u.             | i.u.             | 13:33.13         | 13               |
| Abdi Abdirahman                                                                                | 10 000 m       | i.u.     | i.u.      | i.u.            | i.u.            | i.u.             | i.u.             | 27:52.53         | 15               |
| Galen Rupp                                                                                     | 10 000 m       | i.u.     | i.u.      | i.u.            | i.u.            | i.u.             | i.u.             | 27:36.99         | 13               |
| Jorge Torres                                                                                   | 10 000 m       | 28:13.93 | 25        |                 |                 |                  |                  |                  |                  |
| David Oliver                                                                                   | 110 m häck     | 13.30    | 1 Q       | 13.16           | 1 Q             | 13.31            | 1 Q              | 13.18            | 3                |
| David Payne                                                                                    | 110 m häck     | 13.42    | 1 Q       | 13.24           | 1 Q             | 13.21            | 2 Q              | 13.17            | 2                |
| Terrence Trammell                                                                              | 110 m häck     | DNF      | DNF       | Did not advance | Did not advance | Did not advance  | Did not advance  | Did not advance  | Did not advance  |
| Kerron Clement                                                                                 | 400 m häck     | 49.42    | 1 Q       | i.u.            | i.u.            | 48.27            | 1 Q              | 47.98            | 2                |
| Bershawn Jackson                                                                               | 400 m häck     | 49.20    | 1 Q       | i.u.            | i.u.            | 48.02            | 2 Q              | 48.06            | 3                |
| Angelo Taylor                                                                                  | 400 m häck     | 48.67    | 1 Q       | i.u.            | i.u.            | 47.94            | 1 Q              | 47.25            | 1                |
| Anthony Famiglietti                                                                            | 3 000 m hinder | 8:17.34  | 3 Q       | i.u.            | i.u.            | i.u.             | i.u.             | 8:31.21          | 13               |
| Josh McAdams                                                                                   | 3 000 m hinder | 8:33.26  | 9         | i.u.            | i.u.            | i.u.             | i.u.             | Gick inte vidare | Gick inte vidare |
| William Nelson                                                                                 | 3 000 m hinder | 8:36.66  | 11        | i.u.            | i.u.            | i.u.             | i.u.             | Gick inte vidare | Gick inte vidare |
| Walter Dix Leroy Dixon Tyson Gay Rodney Martin Travis Padgett Darvis Patton                    | 4 x 100 m      | DNF      | DNF       | i.u.            | i.u.            | i.u.             | i.u.             | Did not advance  | Did not advance  |
| Kerron Clement* LaShawn Merritt David Neville Jeremy Wariner Angelo Taylor Reggie Witherspoon* | 4 x 400 m      | 2:59.98  | 1 Q       | i.u.            | i.u.            | i.u.             | i.u.             | 2:55.39 OR       | 1                |
| Ryan Hall                                                                                      | Maraton        | i.u.     | i.u.      | i.u.            | i.u.            | i.u.             | i.u.             | 2:12:33          | 10               |
| Dathan Ritzenhein                                                                              | Maraton        | i.u.     | i.u.      | i.u.            | i.u.            | i.u.             | i.u.             | 2:11:59          | 9                |
| Brian Sell                                                                                     | Maraton        | i.u.     | i.u.      | i.u.            | i.u.            | i.u.             | i.u.             | 2:16:07          | 22               |
| Kevin Eastler                                                                                  | 20 km gång     | i.u.     | i.u.      | i.u.            | i.u.            | i.u.             | i.u.             | 1:28:44          | 43               |
| Philip Dunn                                                                                    | 50 km gång     | i.u.     | i.u.      | i.u.            | i.u.            | i.u.             | i.u.             | 4:08:32          | 39               |

Fältgrenar
| Idrottare          | Gren           | Kval    | Kval      | Final            | Final            |
| Idrottare          | Gren           | Distans | Placering | Distans          | Placering        |
| ------------------ | -------------- | ------- | --------- | ---------------- | ---------------- |
| Brian Johnson      | Längdhopp      | 7.79    | 22        | Gick inte vidare | Gick inte vidare |
| Miguel Pate        | Längdhopp      | 7.34    | 38        | Gick inte vidare | Gick inte vidare |
| Trevell Quinley    | Längdhopp      | 7.87    | 19        | Gick inte vidare | Gick inte vidare |
| Kenta Bell         | Tresteg        | 16.55   | 25        | Gick inte vidare | Gick inte vidare |
| Rafeeq Curry       | Tresteg        | 16.88   | 18        | Gick inte vidare | Gick inte vidare |
| Aarik Wilson       | Tresteg        | 15.97   | 33        | Gick inte vidare | Gick inte vidare |
| Dusty Jonas        | Höjdhopp       | 2.20    | =26       | Gick inte vidare | Gick inte vidare |
| Andra Manson       | Höjdhopp       | 2.25    | 13        | Gick inte vidare | Gick inte vidare |
| Jesse Williams     | Höjdhopp       | 2.25    | =19       | Gick inte vidare | Gick inte vidare |
| Jeff Hartwig       | Stavhopp       | 5.55    | =20       | Gick inte vidare | Gick inte vidare |
| Derek Miles        | Stavhopp       | 5.65    | =9 q      | 5.70             | 4                |
| Brad Walker        | Stavhopp       | NM      | —         | Gick inte vidare | Gick inte vidare |
| Christian Cantwell | Kulstötning    | 20.48   | 4 Q       | 21.09            | 2                |
| Reese Hoffa        | Kulstötning    | 20.41   | 6 Q       | 20.53            | 7                |
| Adam Nelson        | Kulstötning    | 20.56   | 2 Q       | NM               | —                |
| Casey Malone       | Diskuskastning | 61.26   | 19        | Gick inte vidare | Gick inte vidare |
| Michael Robertson  | Diskuskastning | 61.64   | 16        | Gick inte vidare | Gick inte vidare |
| Ian Waltz          | Diskuskastning | 60.02   | 25        | Gick inte vidare | Gick inte vidare |
| Breaux Greer       | Spjutkastning  | 73.68   | 22        | Gick inte vidare | Gick inte vidare |
| Mike Hazle         | Spjutkastning  | 72.75   | 25        | Gick inte vidare | Gick inte vidare |
| Leigh Smith        | Spjutkastning  | 76.55   | 18        | Gick inte vidare | Gick inte vidare |
| AG Kruger          | Släggkastning  | 71.21   | 27        | Gick inte vidare | Gick inte vidare |

Kombinerade grenar – Tiokamp
| Idrottare   | Gren     | 100 m | LJ   | SP    | HJ   | 400 m | 110H  | DT    | PV   | JT    | 1500 m  | Final | Placering |
| ----------- | -------- | ----- | ---- | ----- | ---- | ----- | ----- | ----- | ---- | ----- | ------- | ----- | --------- |
| Bryan Clay  | Resultat | 10.44 | 7.78 | 16.27 | 1.99 | 48.92 | 13.94 | 53.79 | 5.00 | 70.97 | 5:06.59 | 8791  | 1         |
| Bryan Clay  | Poäng    | 989   | 1005 | 868   | 794  | 865   | 984   | 950   | 910  | 904   | 522     | 8791  | 1         |
| Trey Hardee | Resultat | 10.52 | 7.72 | 13.49 | 2.05 | 47.75 | 14.20 | 44.35 | NM   | DNS   | —       | DNF   | DNF       |
| Trey Hardee | Poäng    | 970   | 990  | 697   | 850  | 921   | 949   | 737   | 0    | 0     | —       | DNF   | DNF       |
| Tom Pappas  | Resultat | 11.12 | 7.41 | DNS   | —    | —     | —     | —     | —    | —     | —       | DNF   | DNF       |
| Tom Pappas  | Poäng    | 834   | 913  | 0     | —    | —     | —     | —     | —    | —     | —       | DNF   | DNF       |

Damer
Bana & landsväg
| Idrottare                                                                              | Gren           | Heat     | Heat      | Kvartsfinal | Kvartsfinal | Semifinal        | Semifinal        | Final            | Final            |
| Idrottare                                                                              | Gren           | Resultat | Placering | Resultat    | Placering   | Resultat         | Placering        | Resultat         | Placering        |
| -------------------------------------------------------------------------------------- | -------------- | -------- | --------- | ----------- | ----------- | ---------------- | ---------------- | ---------------- | ---------------- |
| Torri Edwards                                                                          | 100 m          | 11.26    | 1 Q       | 11.31       | 1 Q         | 11.18            | 2 Q              | 11.20            | 8                |
| Muna Lee                                                                               | 100 m          | 11.33    | 1 Q       | 11.08       | 2 Q         | 11.06            | 2 Q              | 11.07            | 5                |
| Lauryn Williams                                                                        | 100 m          | 11.38    | 2 Q       | 11.07       | 2 Q         | 11.10            | 3 Q              | 11.03            | 4                |
| Allyson Felix                                                                          | 200 m          | 23.02    | 1 Q       | 22.74       | 2 Q         | 22.33            | 1 Q              | 21.93            | 2                |
| Marshevet Hooker                                                                       | 200 m          | 23.07    | 1 Q       | 22.76       | 3 Q         | 22.50            | 2 Q              | 22.34            | 5                |
| Muna Lee                                                                               | 200 m          | 22.71    | 1 Q       | 22.83       | 2 Q         | 22.29            | 3 Q              | 22.01            | 4                |
| Sanya Richards                                                                         | 400 m          | 50.54    | 1 Q       | i.u.        | i.u.        | 49.90            | 1 Q              | 49.93            | 3                |
| DeeDee Trotter                                                                         | 400 m          | 51.41    | 4 Q       | i.u.        | i.u.        | 51.87            | 7                | Gick inte vidare | Gick inte vidare |
| Mary Wineberg                                                                          | 400 m          | 51.46    | 2 Q       | i.u.        | i.u.        | 51.13            | 5                | Gick inte vidare | Gick inte vidare |
| Hazel Clark                                                                            | 800 m          | 2:01:59  | 5         | i.u.        | i.u.        | Gick inte vidare | Gick inte vidare | Gick inte vidare | Gick inte vidare |
| Alice Schmidt                                                                          | 800 m          | 2:02:33  | 6         | i.u.        | i.u.        | Gick inte vid    | Gick inte vid    | Gick inte vid    | Gick inte vid    |
| Nicole Teter                                                                           | 800 m          | DNF      | DNF       | i.u.        | i.u.        | Gick inte vidare | Gick inte vidare | Gick inte vidare | Gick inte vidare |
| Erin Donohue                                                                           | 1 500 m        | 4:16.05  | 8         | i.u.        | i.u.        | i.u.             | i.u.             | Gick inte vidare | Gick inte vidare |
| Shannon Rowbury                                                                        | 1 500 m        | 4:03.89  | 4 Q       | i.u.        | i.u.        | i.u.             | i.u.             | 4:03.58          | 7                |
| Christin Wurth-Thomas                                                                  | 1 500 m        | 4:09.70  | 8         | i.u.        | i.u.        | i.u.             | i.u.             | Gick inte vidare | Gick inte vidare |
| Shalane Flanagan                                                                       | 5 000 m        | 14:59.69 | 6 Q       | i.u.        | i.u.        | i.u.             | i.u.             | 15:50.80         | 10               |
| Kara Goucher                                                                           | 5 000 m        | 15:00.98 | 7 Q       | i.u.        | i.u.        | i.u.             | i.u.             | 15:49.39         | 9                |
| Jennifer Rhines                                                                        | 5 000 m        | 15:15.12 | 6 Q       | i.u.        | i.u.        | i.u.             | i.u.             | 16:34.63         | 14               |
| Amy Yoder Begley                                                                       | 10 000 m       | i.u.     | i.u.      | i.u.        | i.u.        | i.u.             | i.u.             | 32:38.28         | 26               |
| Shalane Flanagan                                                                       | 10 000 m       | i.u.     | i.u.      | i.u.        | i.u.        | i.u.             | i.u.             | 30:22.22         | 3                |
| Kara Goucher                                                                           | 10 000 m       | i.u.     | i.u.      | i.u.        | i.u.        | i.u.             | i.u.             | 30:55.16         | 10               |
| Damu Cherry                                                                            | 100 m häck     | 12.92    | 3 Q       | i.u.        | i.u.        | 12.62            | 1 Q              | 12.65            | 4                |
| Dawn Harper                                                                            | 100 m häck     | 12.73    | 2 Q       | i.u.        | i.u.        | 12.66            | 2 Q              | 12.54            | 1                |
| Lolo Jones                                                                             | 100 m häck     | 12.71    | 1 Q       | i.u.        | i.u.        | 12.43            | 1 Q              | 12.72            | 7                |
| Queen Harrison                                                                         | 400 m häck     | 55.96    | 4 Q       | i.u.        | i.u.        | 55.88            | 7                | Gick inte vidare | Gick inte vidare |
| Sheena Tosta                                                                           | 400 m häck     | 56.12    | 5 Q       | i.u.        | i.u.        | 54.07            | 1 Q              | 53.70            | 2                |
| Tiffany Williams                                                                       | 400 m häck     | 55.51    | 1 Q       | i.u.        | i.u.        | 54.99            | 3 Q              | 57.55            | 8                |
| Lindsey Anderson                                                                       | 3 000 m hinder | 9:36.81  | 8         | i.u.        | i.u.        | i.u.             | i.u.             | Gick inte vidare | Gick inte vidare |
| Jennifer Barringer                                                                     | 3 000 m hinder | 9:29.20  | 3 Q       | i.u.        | i.u.        | i.u.             | i.u.             | 9:22.26          | 9                |
| Anna Willard                                                                           | 3 000 m hinder | 9:28.52  | 6 Q       | i.u.        | i.u.        | i.u.             | i.u.             | 9:25.63          | 10               |
| Torri Edwards Muna Lee Mechelle Lewis LaShauntea Moore Angela Williams Lauryn Williams | 4 x 100 m      | DSQ      | DSQ       | i.u.        | i.u.        | i.u.             | i.u.             | Gick inte vidare | Gick inte vidare |
| Allyson Felix Natasha Hastings Monique Henderson Sanya Richards Mary Wineberg          | 4 x 400 m      | 3:33.45  | 1 Q       | i.u.        | i.u.        | i.u.             | i.u.             | 3:18.54          | 1                |
| Deena Kastor                                                                           | Maraton        | i.u.     | i.u.      | i.u.        | i.u.        | i.u.             | i.u.             | DNF              | DNF              |
| Magdalena Lewy Boulet                                                                  | Maraton        | i.u.     | i.u.      | i.u.        | i.u.        | i.u.             | i.u.             | DNF              | DNF              |
| Blake Russell                                                                          | Maraton        | i.u.     | i.u.      | i.u.        | i.u.        | i.u.             | i.u.             | 2:33:13          | 27               |
| Joanne Dow                                                                             | 20 km gång     | i.u.     | i.u.      | i.u.        | i.u.        | i.u.             | i.u.             | 1:34.15          | 31               |

Fältgrenar
| Idrottare               | Gren           | Kval  | Kval      | Final            | Final            |
| Idrottare               | Gren           | Längd | Placering | Längd            | Placering        |
| ----------------------- | -------------- | ----- | --------- | ---------------- | ---------------- |
| Funmi Jimoh             | Längdhopp      | 6.61  | =9 q      | 6.29             | 12               |
| Brittney Reese          | Längdhopp      | 6.87  | 1 Q       | 6.76             | 5                |
| Grace Upshaw            | Längdhopp      | 6.68  | 6 Q       | 6.58             | 8                |
| Shani Marks             | Tresteg        | 13.44 | 28        | Gick inte vidare | Gick inte vidare |
| Erica McLain            | Tresteg        | 13.52 | 26        | Gick inte vidare | Gick inte vidare |
| Amy Acuff               | Höjdhopp       | 1.89  | =19       | Gick inte vidare | Gick inte vidare |
| Sharon Day              | Höjdhopp       | 1.85  | =24       | Gick inte vidare | Gick inte vidare |
| Chaunte Howard          | Höjdhopp       | 1.93  | =8 q      | 1.99             | 6                |
| Erica Bartolina         | Stavhopp       | NM    | —         | Gick inte vidare | Gick inte vidare |
| April Steiner Bennett   | Stavhopp       | 4.50  | =6 q      | 4.55             | 8                |
| Jennifer Stuczynski     | Stavhopp       | 4.50  | =2 q      | 4.80             | 2                |
| Jillian Camarena        | Kulstötning    | 18.51 | 12 Q      | 18.24            | 12               |
| Michelle Carter         | Kulstötning    | 18.49 | 13 Q      | 17.74            | 15               |
| Kristin Heaston         | Kulstötning    | 17.34 | 23        | Did not advance  | Did not advance  |
| Suzy Powell-Roos        | Diskuskastning | 58.02 | 26        | Gick inte vidare | Gick inte vidare |
| Aretha Thurmond         | Diskuskastning | 61.90 | 6 Q       | 59.80            | 10               |
| Stephanie Brown Trafton | Diskuskastning | 62.77 | 1 Q       | 64.74            | 1                |
| Kim Kreiner             | Spjutkastning  | 55.13 | 38        | Gick inte vidare | Gick inte vidare |
| Kara Patterson          | Spjutkastning  | 54.39 | 41        | Gick inte vidare | Gick inte vidare |
| Amber Campbell          | Släggkastning  | 67.86 | 21        | Gick inte vidare | Gick inte vidare |
| Jessica Cosby           | Släggkastning  | NM    | —         | Gick inte vidare | Gick inte vidare |
| Loree Smith             | Släggkastning  | 63.60 | 39        | Gick inte vidare | Gick inte vidare |

Kombinerade grenar – Sjukamp
| Mångkampare       | Gren     | 100H  | HJ   | SP    | 200 m | LJ   | JT    | 800 m   | Final | Placering |
| ----------------- | -------- | ----- | ---- | ----- | ----- | ---- | ----- | ------- | ----- | --------- |
| Hyleas Fountain   | Resultat | 12.78 | 1.89 | 13.36 | 23.21 | 6.38 | 41.93 | 2:15.45 | 6619  | *         |
| Hyleas Fountain   | Poäng    | 1158  | 1093 | 751   | 1058  | 1058 | 704   | 886     | 6619  | *         |
| Jacquelyn Johnson | Resultat | 13.22 | 1.77 | 11.82 | 24.74 | 5.88 | DNS   | —       | DNF   | DNF       |
| Jacquelyn Johnson | Poäng    | 1091  | 941  | 649   | 911   | 911  | 0     | —       | DNF   | DNF       |
| Diana Pickler     | Resultat | 14.28 | DNS  | —     | —     | —    | —     | —       | DNF   | DNF       |
| Diana Pickler     | Poäng    | 939   | 0    | —     | —     | —    | —     | —       | DNF   | DNF       |

### Fäktning
- Huvudartikel: Fäktning vid olympiska sommarspelen 2008

Herrar
| Idrottare                                                 | Gren                  | Omgång 1           | Sextondelsfinal       | Åttondelsfinal         | Kvartsfinal          | Semifinal         | Final / BM        | Final / BM       |
| Idrottare                                                 | Gren                  | Motståndare Poäng  | Motståndare Poäng     | Motståndare Poäng      | Motståndare Poäng    | Motståndare Poäng | Motståndare Poäng | Placering        |
| --------------------------------------------------------- | --------------------- | ------------------ | --------------------- | ---------------------- | -------------------- | ----------------- | ----------------- | ---------------- |
| Weston Kelsey                                             | Värja, individuellt   | BYE                | Jeannet (FRA) L 11–15 | Gick inte vidare       | Gick inte vidare     | Gick inte vidare  | Gick inte vidare  | Gick inte vidare |
| Gerek Meinhardt                                           | Florett, individuellt | i.u.               | Nagaty (EGY) W 15–3   | Zhu J (CHN) L 9–15     | Gick inte vidare     | Gick inte vidare  | Gick inte vidare  | Gick inte vidare |
| Timothy Morehouse                                         | Sabel, individuellt   | BYE                | Sanson (FRA) L 12–15  | Gick inte vidare       | Gick inte vidare     | Gick inte vidare  | Gick inte vidare  | Gick inte vidare |
| Jason Rogers                                              | Sabel, individuellt   | Thiam (SEN) W 15–7 | Smart (USA) L 3–15    | Gick inte vidare       | Gick inte vidare     | Gick inte vidare  | Gick inte vidare  | Gick inte vidare |
| Keeth Smart                                               | Sabel, individuellt   | BYE                | Rogers (USA) W 15–3   | Szilagyi (HUN) W 15–10 | Pillet (FRA) L 13–15 | Gick inte vidare  | Gick inte vidare  | Gick inte vidare |
| Timothy Morehouse Jason Rogers Keeth Smart James Williams | Sabel, lag            | i.u.               | i.u.                  | i.u.                   | Ungern W 45–44       | Ryssland W 45–44  | Frankrike L 37–45 | 2                |

Damer
| Idrottare                                               | Gren                  | Omgång 1               | Sextondelsfinal          | Åttondelsfinal        | Kvartsfinal            | Semifinal              | Final / BM             | Final / BM       |
| Idrottare                                               | Gren                  | Motståndare Poäng      | Motståndare Poäng        | Motståndare Poäng     | Motståndare Poäng      | Motståndare Poäng      | Motståndare Poäng      | Placering        |
| ------------------------------------------------------- | --------------------- | ---------------------- | ------------------------ | --------------------- | ---------------------- | ---------------------- | ---------------------- | ---------------- |
| Kelley Hurley                                           | Värja, individuellt   | i.u.                   | Jung H-J (KOR) L 6–15    | Gick inte vidare      | Gick inte vidare       | Gick inte vidare       | Gick inte vidare       | Gick inte vidare |
| Emily Cross                                             | Florett, individuellt | BYE                    | Su Ww (CHN) L 7–15       | Gick inte vidare      | Gick inte vidare       | Gick inte vidare       | Gick inte vidare       | Gick inte vidare |
| Erinn Smart                                             | Florett, individuellt | Emanuel (GBR) W 15–7   | Maîtrejean (FRA) L 9–15  | Gick inte vidare      | Gick inte vidare       | Gick inte vidare       | Gick inte vidare       | Gick inte vidare |
| Hanna Thompson                                          | Florett, individuellt | Khelfaoui (ALG) W 11–2 | Golubykskyi (GER) L 5–13 | Gick inte vidare      | Gick inte vidare       | Gick inte vidare       | Gick inte vidare       | Gick inte vidare |
| Emily Cross Erinn Smart Hanna Thompson Doris Willette   | Florett, lag          | i.u.                   | i.u.                     | i.u.                  | Polen W 31–30          | Ungern W 33–35         | Ryssland L 11–28       | 1                |
| Sada Jacobson                                           | Sabel, individuellt   | BYE                    | González (CUB) W 15–11   | Charlan (UKR) W 15–13 | Chomrova (UKR) W 15–11 | Velikaja (RUS) W 15–11 | Zagunis (USA) L 8–15   | 2                |
| Becca Ward                                              | Sabel, individuellt   | BYE                    | Navarro (ESP) W 12–7     | Nagy (HUN) W 15–5     | Besbes (TUN) W 15–14   | Zagunis (USA) L 11–15  | Velikaja (RUS) W 15–14 | 3                |
| Mariel Zagunis                                          | Sabel, individuellt   | BYE                    | Sassine (CAN) W 15–10    | Jóźwiak (POL) W 15–13 | Bao Yy (CHN) W 15–9    | Ward (USA) W 15–11     | Jacobson (USA) W 15–8  | 1                |
| Sada Jacobson Becca Ward Dagmara Wozniak Mariel Zagunis | Sabel, lag            | i.u.                   | i.u.                     | i.u.                  | Sydafrika W 45–8       | Ukraina L 39–45        | Frankrike W 45–38      | 3                |

### Gymnastik
- Huvudartikel: Gymnastik vid olympiska sommarspelen 2008

#### Artistisk gymnastik

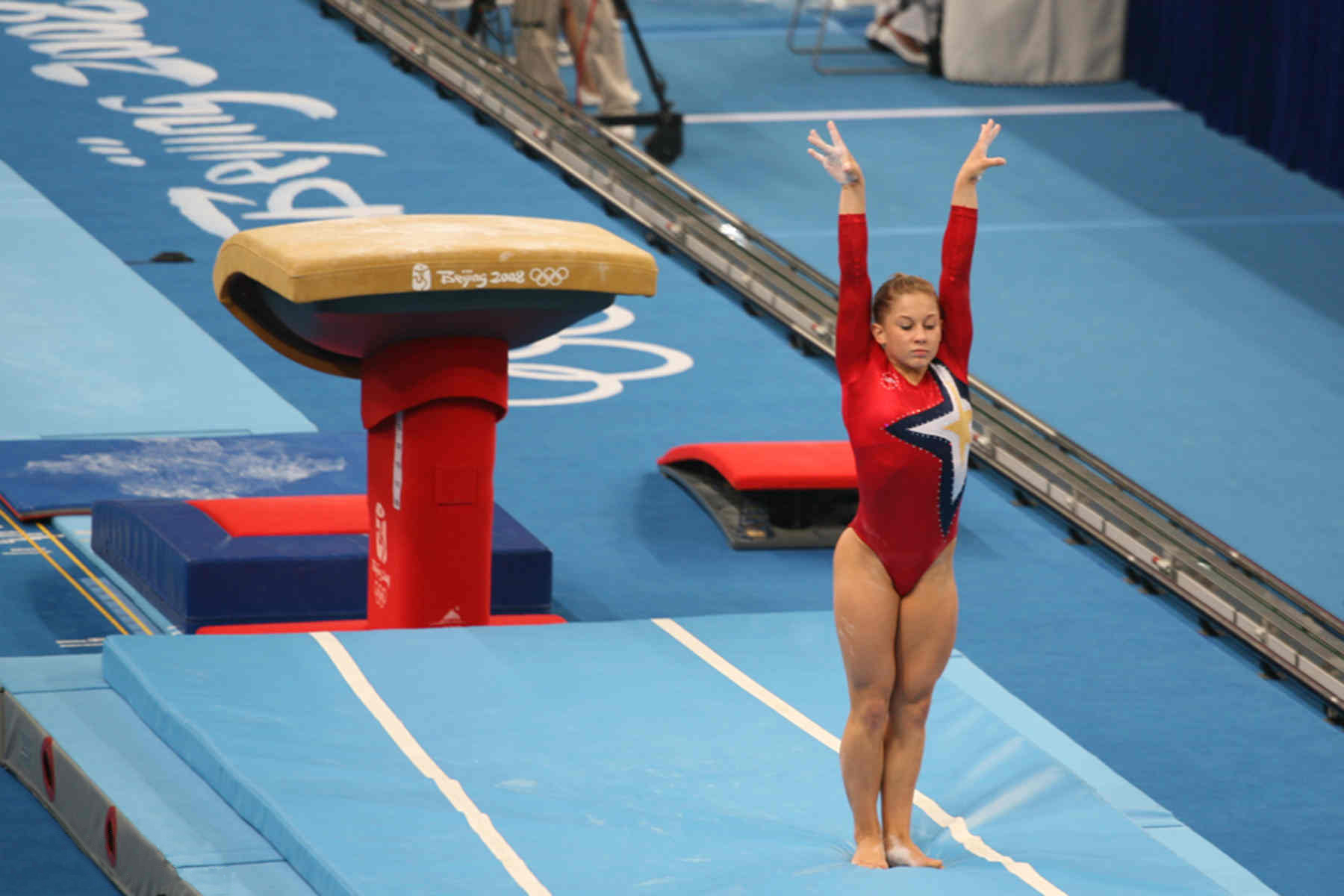
Shawn Johnson tävlar i lagfinalen.

Herrar
Lag
| Gymnast           | Gren | Kval    | Kval     | Kval    | Kval    | Kval    | Kval     | Kval    | Kval      | Final   | Final   | Final   | Final   | Final   | Final   | Final   | Final     |
| Gymnast           | Gren | Redskap | Redskap  | Redskap | Redskap | Redskap | Redskap  | Totalt  | Placering | Redskap | Redskap | Redskap | Redskap | Redskap | Redskap | Totalt  | Placering |
| Gymnast           | Gren | F       | PH       | R       | V       | PB      | HB       | Totalt  | Placering | F       | PH      | R       | V       | PB      | HB      | Totalt  | Placering |
| ----------------- | ---- | ------- | -------- | ------- | ------- | ------- | -------- | ------- | --------- | ------- | ------- | ------- | ------- | ------- | ------- | ------- | --------- |
| Alexander Artemev | Lag  | 14.875  | 15.250 Q | 13.675  | 15.825  | 15.175  | 14.925   | 89.725  | 19 Q      | i.u.    | 15.350  | i.u.    | i.u.    | i.u.    | i.u.    | i.u.    | i.u.      |
| Raj Bhavsar       | Lag  | 14.175  | 14.050   | 15.325  | 16.175  | 15.625  | i.u.     | i.u.    | i.u.      | i.u.    | 13.750  | 15.325  | 16.125  | 15.575  | i.u.    | i.u.    | i.u.      |
| Joe Hagerty       | Lag  | 15.275  | 13.925   | i.u.    | 15.700  | 15.350  | 15.400   | i.u.    | i.u.      | 14.625  | i.u.    | i.u.    | i.u.    | i.u.    | 15.550  | i.u.    | i.u.      |
| Jonathan Horton   | Lag  | 15.350  | 13.925   | 15.325  | 15.950  | 15.525  | 15.575 Q | 91.650  | 8 Q       | 15.575  | i.u.    | 15.625  | 16.200  | 15.625  | 15.700  | i.u.    | i.u.      |
| Justin Spring     | Lag  | 14.400  | i.u.     | 14.175  | 15.900  | 15.800  | 15.375   | i.u.    | i.u.      | 15.200  | i.u.    | i.u.    | 15.900  | 15.850  | 15.675  | i.u.    | i.u.      |
| Kevin Tan         | Lag  | i.u.    | 14.100   | 15.725  | i.u.    | i.u.    | 14.425   | i.u.    | i.u.      | i.u.    | 12.775  | 15.425  | i.u.    | i.u.    | i.u.    | i.u.    | i.u.      |
| Totalt            | Lag  | 59.900  | 57.325   | 60.550  | 63.850  | 62.300  | 61.275   | 365.200 | 6 Q       | 45.400  | 41.875  | 46.375  | 48.225  | 47.050  | 46.925  | 275.850 | 3         |

Individuella finaler
| Gymnast           | Gren      | Redskap | Redskap | Redskap | Redskap | Redskap | Redskap | Totalt | Placering |
| Gymnast           | Gren      | F       | PH      | R       | V       | PB      | HB      | Totalt | Placering |
| ----------------- | --------- | ------- | ------- | ------- | ------- | ------- | ------- | ------ | --------- |
| Alexander Artemev | Mångkamp  | 14.625  | 15.525  | 14.275  | 15.975  | 15.200  | 15.075  | 90.675 | 12        |
| Alexander Artemev | Bygelhäst | i.u.    | 14.975  | i.u.    | i.u.    | i.u.    | i.u.    | 14.975 | 7         |
| Jonathan Horton   | Mångkamp  | 15.600  | 13.675  | 15.575  | 16.100  | 15.275  | 15.350  | 91.575 | 9         |
| Jonathan Horton   | Räck      | i.u.    | i.u.    | i.u.    | i.u.    | i.u.    | 16.175  | 16.175 | 2         |

Damer
Lag
| Gymnast          | Gren        | Kval     | Kval     | Kval     | Kval     | Kval    | Kval      | Final        | Final        | Final        | Final        | Final        | Final        |
| Gymnast          | Gren        | Redskap  | Redskap  | Redskap  | Redskap  | Totalt  | Placering | Redskap      | Redskap      | Redskap      | Redskap      | Totalt       | Placering    |
| Gymnast          | Gren        | F        | V        | UB       | BB       | Totalt  | Placering | F            | V            | UB           | BB           | Totalt       | Placering    |
| ---------------- | ----------- | -------- | -------- | -------- | -------- | ------- | --------- | ------------ | ------------ | ------------ | ------------ | ------------ | ------------ |
| Shawn Johnson    | Lagmångkamp | 15.425 Q | 16.000   | 15.325   | 15.975 Q | 62.725  | 1 Q       | 15.100       | 16.000       | 15.350       | 16.175       | i.u.         | i.u.         |
| Nastia Liukin    | Lagmångkamp | 15.350 Q | 15.100   | 15.950 Q | 15.975 Q | 62.375  | 2 Q       | 15.200       | i.u.         | 16.900       | 15.975       | i.u.         | i.u.         |
| Chellsie Memmel* | Lagmångkamp | i.u.     | i.u.     | 15.050   | i.u.     | i.u.    | i.u.      | i.u.         | i.u.         | 15.725       | i.u.         | i.u.         | i.u.         |
| Samantha Peszek* | Lagmångkamp | i.u.     | i.u.     | 14.800   | i.u.     | i.u.    | i.u.      | Tävlade inte | Tävlade inte | Tävlade inte | Tävlade inte | Tävlade inte | Tävlade inte |
| Alicia Sacramone | Lagmångkamp | 14.425   | 15.850 Q | i.u.     | 15.950   | i.u.    | i.u.      | 14.125       | 15.675       | i.u.         | 15.100       | i.u.         | i.u.         |
| Bridget Sloan    | Lagmångkamp | 15.275   | 14.800   | 15.500   | 14.850   | 60.425  | 11**      | i.u.         | 15.200       | i.u.         | i.u.         | i.u.         | i.u.         |
| Totalt           | Lagmångkamp | 62.225   | 61.125   | 63.400   | 60.050   | 246.800 | 2 Q       | 46.875       | 47.975       | 47.250       | 44.425       | 186.525      | 2            |

Individuella finaler
| Gymnast          | Gren       | Redskap | Redskap | Redskap | Redskap | Totalt | Placering |
| Gymnast          | Gren       | F       | V       | UB      | BB      | Totalt | Placering |
| ---------------- | ---------- | ------- | ------- | ------- | ------- | ------ | --------- |
| Shawn Johnson    | Mångkamp   | 15.525  | 15.875  | 15.275  | 16.050  | 62.725 | 2         |
| Shawn Johnson    | Fristående | 15.500  | i.u.    | i.u.    | i.u.    | 15.500 | 2         |
| Shawn Johnson    | Bom        | i.u.    | i.u.    | i.u.    | 16.225  | 16.225 | 1         |
| Nastia Liukin    | Mångkamp   | 15.525  | 15.025  | 16.650  | 16.125  | 63.325 | 1         |
| Nastia Liukin    | Fristående | 15.425  | i.u.    | i.u.    | i.u.    | 15.425 | 3         |
| Nastia Liukin    | Barr       | i.u.    | i.u.    | 16.725  | i.u.    | 16.725 | 2         |
| Nastia Liukin    | Bom        | i.u.    | i.u.    | i.u.    | 16.025  | 16.025 | 2         |
| Alicia Sacramone | Hopp       | i.u.    | 15.537  | i.u.    | i.u.    | 15.537 | 4         |

#### Trampolin
| Gymnast        | Gren   | Kval  | Kval      | Final            | Final            |
| Gymnast        | Gren   | Poäng | Placering | Poäng            | Placering        |
| -------------- | ------ | ----- | --------- | ---------------- | ---------------- |
| Chris Estrada  | Herrar | 65.90 | 15        | Gick inte vidare | Gick inte vidare |
| Erin Blanchard | Damer  | 60.90 | 13        |                  |                  |

### Judo
Herrar
| Idrottare              | Gren                     | Inledande omgång     | Sextondelsfinal              | Åttondelsfinal              | Kvartsfinal                 | Semifinal            | Återkval 1                 | Återkval 2                | Återkval 3           | Final / BM           | Final / BM       |
| Idrottare              | Gren                     | Motståndare Resultat | Motståndare Resultat         | Motståndare Resultat        | Motståndare Resultat        | Motståndare Resultat | Motståndare Resultat       | Motståndare Resultat      | Motståndare Resultat | Motståndare Resultat | Placering        |
| ---------------------- | ------------------------ | -------------------- | ---------------------------- | --------------------------- | --------------------------- | -------------------- | -------------------------- | ------------------------- | -------------------- | -------------------- | ---------------- |
| Taraje Williams-Murray | Extra lättvikt (-60 kg)  | BYE                  | Hiraoka (JPN) W 0001–0000    | Guédez (VEN) L 0000–1000    | Gick inte vidare            | Gick inte vidare     | Gick inte vidare           | Gick inte vidare          | Gick inte vidare     | Gick inte vidare     | Gick inte vidare |
| Taylor Takata          | Halv lättvikt (-66 kg)   | BYE                  | Zintiridis (GRE) W 0010–0000 | Elmont (NED) W 0001–0000    | Arencibia (CUB) L 0000–0010 | Gick inte vidare     | BYE                        | El Hady (EGY) L 0001–1000 | Gick inte vidare     | Gick inte vidare     | Gick inte vidare |
| Ryan Reser             | Lättvikt (-73 kg)        | i.u.                 | Dashdavaa (MGL) L 0100–0111  | Gick inte vidare            | Gick inte vidare            | Gick inte vidare     | Gick inte vidare           | Gick inte vidare          | Gick inte vidare     | Gick inte vidare     | Gick inte vidare |
| Travis Stevens         | Halv mellanvikt (-81 kg) | BYE                  | Cisneros (ESA) W 1011–0000   | Bischof (GER) L 0001–0011   | Gick inte vidare            | Gick inte vidare     | Azizov (AZE) W 0200–0001   | Camilo (BRA) L 0010–0011  | Gick inte vidare     | Gick inte vidare     | Gick inte vidare |
| Brian Olson            | Mellanvikt (-90 kg)      | i.u.                 | Rosati (ARG) L 0000–0001     | Gick inte vidare            | Gick inte vidare            | Gick inte vidare     | Gick inte vidare           | Gick inte vidare          | Gick inte vidare     | Gick inte vidare     | Gick inte vidare |
| Adler Volmar           | Halv tungvikt (-100 kg)  | i.u.                 | Mekić (BIH) L 0000–0200      | Gick inte vidare            | Gick inte vidare            | Gick inte vidare     | Gick inte vidare           | Gick inte vidare          | Gick inte vidare     | Gick inte vidare     | Gick inte vidare |
| Daniel McCormick       | Tungvikt (+100 kg)       | BYE                  | Bathily (SEN) W 0010–0001    | Gujejiani (GEO) L 0000–1000 | Gick inte vidare            | Gick inte vidare     | Blas Jr. (GUM) W 0100–0010 | Roudaki (IRI) L 0001–1001 | Gick inte vidare     | Gick inte vidare     | Gick inte vidare |

Damer
| Idrottare        | Gren                    | Sextondelsfinal              | Åttondelsfinal              | Kvartsfinal             | Semifinal            | Återkval 1              | Återkval 2                 | Återkval 3                 | Final / BM             | Final / BM       |
| Idrottare        | Gren                    | Motståndare Resultat         | Motståndare Resultat        | Motståndare Resultat    | Motståndare Resultat | Motståndare Resultat    | Motståndare Resultat       | Motståndare Resultat       | Motståndare Resultat   | Placering        |
| ---------------- | ----------------------- | ---------------------------- | --------------------------- | ----------------------- | -------------------- | ----------------------- | -------------------------- | -------------------------- | ---------------------- | ---------------- |
| Sayaka Matsumoto | Extra lättvikt (-48 kg) | Tani (JPN) L 0000–0020       | Gick inte vidare            | Gick inte vidare        | Gick inte vidare     | Wu Sg (CHN) L 0000–1000 | Gick inte vidare           | Gick inte vidare           | Gick inte vidare       | Gick inte vidare |
| Valerie Gotay    | Lättvikt (-57 kg)       | Uralbayeva (KAZ) W 1001–0100 | Fernández (ESP) L 0000–0010 | Gick inte vidare        | Gick inte vidare     | Gick inte vidare        | Gick inte vidare           | Gick inte vidare           | Gick inte vidare       | Gick inte vidare |
| Ronda Rousey     | Mellanvikt (-70 kg)     | Surkieva (TKM) W 1010–0000   | Piłocik (POL) W 1000–0000   | Bosch (NED) L 0000–1000 | Gick inte vidare     | BYE                     | Ouerdane (ALG) W 1001–0000 | Mészáros (HUN) W 1010–0000 | Böhm (GER) W 0010–0001 | 3                |

### Kanotsport
Slalom
| Benn Fraker                | Herrarnas C-1 slalom | 91.97  | 11 | 87.47  | 8  | 179.44 | 10 Q | 92.27            | 8 Q              | 90.87            | 5                | 183.14           | 6                |
| Scott Parsons              | Herrarnas K-1 slalom | 84.91  | 3  | 135.63 | 20 | 220.54 | 20   | Gick inte vidare | Gick inte vidare | Gick inte vidare | Gick inte vidare | Gick inte vidare | Gick inte vidare |
| Casey Eichfeld Rick Powell | Herrarnas C-2 slalom | 101.69 | 10 | 151.65 | 11 | 253.34 | 11   | Gick inte vidare | Gick inte vidare | Gick inte vidare | Gick inte vidare | Gick inte vidare | Gick inte vidare |
| Heather Corrie             | Damernas K-1 slalom  | 105.78 | 12 | 105.53 | 13 | 211.31 | 10 Q | 114.51           | 8 Q              | 156.37           | 8                | 270.88           | 8                |

Sprint
| Kanotist       | Gren                 | Heat     | Heat      | Semifinal | Semifinal | Final            | Final            |
| Kanotist       | Gren                 | Tid      | Placering | Tid       | Placering | Tid              | Placering        |
| -------------- | -------------------- | -------- | --------- | --------- | --------- | ---------------- | ---------------- |
| Rami Zur       | Herrarnas K-1 500 m  | 1:39.037 | 3 QS      | 1:47.163  | 6         | Gick inte vidare | Gick inte vidare |
| Rami Zur       | Herrarnas K-1 1000 m | 3:38.693 | 7 QS      | 3:46.204  | 7         | Gick inte vidare | Gick inte vidare |
| Carrie Johnson | Damernas K-1 500 m   | 1:50.221 | 4 QS      | 1:53.721  | 4         | Gick inte vidare | Gick inte vidare |

### Konstsim
| Idrottare | Gren                | Teknisk rutin | Teknisk rutin | Fri rutin (inledande) | Fri rutin (inledande)  | Fri rutin (inledande) | Fri rutin (final) | Fri rutin (final)      | Fri rutin (final) |
| Idrottare | Gren                | Poäng         | Placering     | Poäng                 | Totalt (teknisk + fri) | Placering             | Placering         | Totalt (teknisk + fri) | Placering         |
| --- | ------------------- | ------------- | ------------- | --------------------- | ---------------------- | --------------------- | ----------------- | ---------------------- | ----------------- |
| Christina Jones Andrea Nott                                                                                         | Damernas duett      | 47.750        | 5             | 47.750                | 95.500                 | 5 Q                   | 47.750            | 95.500                 | 5                 |
| Brooke Abel Janet Culp Kate Hooven* Christina Jones Becky Kim Andrea Nott Annabelle Orme Jillian Penner Kim Probst* | Damernas lagtävling | 47.584        | =5            | i.u.                  | i.u.                   | i.u.                  | 47.750            | 95.334                 | =5                |

### Landhockey
Damer
Coach: Lee Bodimeade
| 1. Angela Loy 2. Kelly Doton 3. Jesse Gey 4. Rachel Dawson 5. Tiffany Snow 6. Keli Smith 7. Dana Sensenig 8. Carrie Lingo | 1. Caroline Nichols 2. Kate Barber (c) 3. Katelyn Falgowski 4. Dina Rizzo 5. Amy Tran (GK) 6. Kayla Bashore 7. Lauren Crandall 8. Lauren Powley |

Reserver:
1. Sara Silvetti
2. Barbara Weinberg (GK)

Gruppspel
|                | Pld | W | D | L | GF | GA | GD | Pts |
| -------------- | --- | - | - | - | -- | -- | -- | --- |
| Tyskland       | 5   | 4 | 0 | 1 | 12 | 8  | +4 | 12  |
| Argentina      | 5   | 3 | 2 | 0 | 13 | 7  | +6 | 11  |
| Storbritannien | 5   | 2 | 2 | 1 | 7  | 9  | −2 | 8   |
| USA            | 5   | 1 | 3 | 1 | 9  | 8  | +1 | 6   |
| Japan          | 5   | 1 | 1 | 3 | 5  | 7  | −2 | 4   |
| Nya Zeeland    | 5   | 0 | 0 | 5 | 6  | 13 | −7 | 0   |

### Modern femkamp
| Idrottare       | Gren   | Skytte (10 meter luftpistol) | Skytte (10 meter luftpistol) | Skytte (10 meter luftpistol) | Fäktning (värja) | Fäktning (värja) | Fäktning (värja) | Simning (200 m frisim) | Simning (200 m frisim) | Simning (200 m frisim) | Ridsport (hästhoppning) | Ridsport (hästhoppning) | Ridsport (hästhoppning) | Löpning (3000 m) | Löpning (3000 m) | Löpning (3000 m) | Totalpoäng | Slutresultat |
| Idrottare       | Gren   | Poäng                        | Placering                    | MF-poäng                     | Resultat         | Placering        | MF-poäng         | Tid                    | Placering              | MF-poäng               | Straff                  | Placering               | MF-poäng                | Tid              | Placering        | MF-poäng         | Totalpoäng | Slutresultat |
| --------------- | ------ | ---------------------------- | ---------------------------- | ---------------------------- | ---------------- | ---------------- | ---------------- | ---------------------- | ---------------------- | ---------------------- | ----------------------- | ----------------------- | ----------------------- | ---------------- | ---------------- | ---------------- | ---------- | ------------ |
| Eli Bremer      | Herrar | 165                          | 34                           | 916                          | 14–21            | =29              | 736              | 2:02,80                | 7                      | 1328                   | 140                     | 14                      | 1060                    | 9:19,61          | 7                | 1164             | 5204       | 23           |
| Sam Sacksen     | Herrar | 178                          | 23                           | 1072                         | 14–21            | =29              | 736              | 2:08,99                | 25                     | 1256                   | 96                      | 7                       | 1104                    | 9:32,90          | 17               | 1112             | 5280       | 18           |
| Margaux Isaksen | Damer  | 171                          | 29                           | 988                          | 15–20            | =24              | 760              | 2:20,30                | 20                     | 1240                   | 56                      | 10                      | 1144                    | 10:40,41         | 14               | 1160             | 5292       | 21           |
| Sheila Taormina | Damer  | 173                          | 28                           | 1012                         | 4–31             | 36               | 496              | 2:08,86                | 1                      | 1376 OR                | 0                       | 1                       | 1200                    | 10:25,05         | 7                | 1220             | 5304       | 19           |

### Ridsport

#### Dressyr
| Idrottare                                        | Häst               | Gren                 | Grand Prix | Grand Prix | Grand Prix Special | Grand Prix Special | Grand Prix Fristil | Grand Prix Fristil | Totalt           | Totalt           |
| Idrottare                                        | Häst               | Gren                 | Poäng      | Placering  | Poäng              | Placering          | Poäng              | Placering          | Poäng            | Placering        |
| ------------------------------------------------ | ------------------ | -------------------- | ---------- | ---------- | ------------------ | ------------------ | ------------------ | ------------------ | ---------------- | ---------------- |
| Courtney King-Dye                                | Harmony's Mythilus | Individuell dressyr  | 70,458     | 7 Q        | 70,800             | 8 Q                | 69,550             | 14                 | 70,175           | DSQ*             |
| Debbie McDonald                                  | Brentina           | Individuell dressyr  | 63,000     | 34         | Gick inte vidare   | Gick inte vidare   | Gick inte vidare   | Gick inte vidare   | Gick inte vidare | Gick inte vidare |
| Steffen Peters                                   | Ravel              | Individuell dressyr  | 70,000     | 10 Q       | 71,800             | 4 Q                | 76,500             | 3                  | 74,150           | 4                |
| Courtney King-Dye Debbie McDonald Steffen Peters | Se ovan            | Lagtävling i dressyr | 67,819     | 4          | i.u.               | i.u.               | i.u.               | i.u.               | 67,819           | DSQ*             |

#### Fälttävlan
| Ryttare                                                         | Häst             | Gren                    | Dressyr | Dressyr   | Terräng    | Terräng    | Terräng    | Hoppning         | Hoppning         | Hoppning         | Hoppning         | Hoppning         | Hoppning         | Totalt           | Totalt           |
| Ryttare                                                         | Häst             | Gren                    | Dressyr | Dressyr   | Terräng    | Terräng    | Terräng    | Kvalificerad     | Kvalificerad     | Kvalificerad     | Final            | Final            | Final            | Totalt           | Totalt           |
| Ryttare                                                         | Häst             | Gren                    | Straff  | Placering | Straff     | Totalt     | Placering  | Straff           | Totalt           | Placering        | Straff           | Totalt           | Placering        | Straff           | Placering        |
| --------------------------------------------------------------- | ---------------- | ----------------------- | ------- | --------- | ---------- | ---------- | ---------- | ---------------- | ---------------- | ---------------- | ---------------- | ---------------- | ---------------- | ---------------- | ---------------- |
| Phillip Dutton                                                  | Connaught        | Individuell fälttävlan  | 40,60 # | 14        | 19,60      | 60,20      | 14         | 8,00             | 68,20            | 16 Q             | Diskvalificerad* | Diskvalificerad* | Diskvalificerad* | Diskvalificerad* | Diskvalificerad* |
| Becky Holder                                                    | Courageous Comet | Individuell fälttävlan  | 35,70   | 5         | 82,00      | 117,70     | 48         | 8,00             | 125,70           | 43               | Gick inte vidare | Gick inte vidare | Gick inte vidare | 125,70           | 42               |
| Gina Miles                                                      | McKinlaigh       | Individuell fälttävlan  | 39,30   | 10        | 16,80      | 56,10      | 5          | 0,00             | 56,10            | 4 Q              | 0,00             | 56,10            | 2                | 56,10            | 2                |
| Karen O'Connor                                                  | Mandiba          | Individuell fälttävlan  | 41,90   | 16        | 84,80 #    | 126,70     | 54         | 5,00             | 131,70           | 45               | Gick inte vidare | Gick inte vidare | Gick inte vidare | 131,70           | 44               |
| Amy Tryon                                                       | Poggio II        | Individuell fälttävlan  | 46,50 # | 24        | Eliminerad | Eliminerad | Eliminerad | Gick inte vidare | Gick inte vidare | Gick inte vidare | Gick inte vidare | Gick inte vidare | Gick inte vidare | Gick inte vidare | Gick inte vidare |
| Phillip Dutton Becky Holder Gina Miles Amy Tryon Karen O'Connor | Se ovan          | Lagtävling i fälttävlan | 115,60  | 3         | 118,40     | 234,00     | 7          | 16,00            | 250,00           | 7                | i.u.             | i.u.             | i.u.             | 250,00           | 7                |

#### Hoppning
| Ryttare                                            | Häst              | Gren                  | Kval     | Kval      | Kval     | Kval     | Kval      | Kval     | Kval     | Kval      | Final            | Final            | Final            | Final            | Final            | Totalt | Totalt    |
| Ryttare                                            | Häst              | Gren                  | Omgång 1 | Omgång 1  | Omgång 2 | Omgång 2 | Omgång 2  | Omgång 3 | Omgång 3 | Omgång 3  | Omgång A         | Omgång A         | Omgång B         | Omgång B         | Omgång B         | Totalt | Totalt    |
| Ryttare                                            | Häst              | Gren                  | Straff   | Placering | Straff   | Totalt   | Placering | Straff   | Totalt   | Placering | Straff           | Placering        | Straff           | Totalt           | Placering        | Straff | Placering |
| -------------------------------------------------- | ----------------- | --------------------- | -------- | --------- | -------- | -------- | --------- | -------- | -------- | --------- | ---------------- | ---------------- | ---------------- | ---------------- | ---------------- | ------ | --------- |
| Laura Kraut                                        | Cedric            | Individuell hoppning  | 5        | 39        | 4        | 9        | =22 Q     | 0        | 9        | 12 Q      | 8                | =23              | Gick inte vidare | Gick inte vidare | Gick inte vidare | 8      | =23       |
| Beezie Madden                                      | Authentic         | Individuell hoppning  | 0        | =1        | 11       | 11       | 29 Q      | 4        | 15       | 17 Q      | 0                | =1 Q             | 4                | 4                | =7               | 4      | 3         |
| Will Simpson                                       | Carlsson vom Dach | Individuell hoppning  | 0        | =1        | 8        | 8        | =16 Q     | 8        | 16       | =18*      | Gick inte vidare | Gick inte vidare | Gick inte vidare | Gick inte vidare | Gick inte vidare | 16     | =18*      |
| McLain Ward                                        | Sapphire          | Individuell hoppning  | 0        | =1        | 0        | 0        | =1 Q      | 4        | 4        | =2 Q      | 4                | =11 Q            | 0                | 4                | =1               | 4      | 6         |
| Laura Kraut Beezie Madden Will Simpson McLain Ward | Se ovan           | Lagtävling i hoppning | i.u.     | i.u.      | i.u.     | i.u.     | i.u.      | i.u.     | i.u.     | i.u.      | 12               | =1 Q             | 8                | =20              | =1               | 20     | 1         |

### Rodd
Herrar
| Idrottare | Gren                        | Heat    | Heat      | Återkval | Återkval  | Kvartsfinal | Kvartsfinal | Semifinal | Semifinal | Final   | Final     | Final |
| Idrottare | Gren                        | Tid     | Placering | Tid      | Placering | Tid         | Placering   | Tid       | Placering | Tid     | Placering |       |
| --- | --------------------------- | ------- | --------- | -------- | --------- | ----------- | ----------- | --------- | --------- | ------- | --------- | ----- |
| Ken Jurkowski | Singelsculler               | 7:25,13 | 4 QF      | i.u.     | i.u.      | 6:53,26     | 3 SA/B      | 7:11,52   | 5 FB      | 7:22,75 | 11        |       |
| Cameron Winklevoss Tyler Winklevoss                                                                                           | Tvåa utan styrman           | 7:13,64 | 5 R       | 6:36,87  | 1 SA/B    | i.u.        | i.u.        | 6:36,65   | 2 FA      | 7:05,58 | 6         |       |
| Elliot Hovey Wes Piermarini                                                                                                   | Dubbelsculler               | 6:39,37 | 5 R       | 6:26,05  | 4 FC      | i.u.        | i.u.        | BYE       | BYE       | 6:33,15 | 13        |       |
| Scott Gault Matt Hughes Jamie Schroeder Sam Stitt                                                                             | Scullerfyra                 | 5:45,77 | 3 SA/B    | BYE      | BYE       | i.u.        | i.u.        | 5:52,81   | 2 FA      | 5:47,63 | 5         |       |
| David Banks Brett Newlin Giuseppe Lanzone Paul Teti                                                                           | Fyra utan styrman           | 6:03,96 | 3 SA/B    | BYE      | BYE       | i.u.        | i.u.        | 5:57,52   | 5 FB      | 6:07,17 | 9         |       |
| Mike Altman Will Daly Tom Paradiso Patrick Todd                                                                               | Lättvikts-fyra utan styrman | 5:56,54 | 4 R       | 6:27,43  | 3 SA/B    | i.u.        | i.u.        | 6:16,30   | 6 FB      | 6:07,79 | 11        |       |
| Wyatt Allen Micah Boyd Steven Coppola Beau Hoopman Josh Inman Marcus McElhenney Matt Schnobrich Bryan Volpenhein Daniel Walsh | Åtta med styrman            | 5:29,60 | 2 R       | 5:38,95  | 1 FA      | i.u.        | i.u.        | i.u.      | i.u.      | 5:25,34 | 3         |       |

Damer
| Idrottare | Gren                    | Heat    | Heat      | Återkval | Återkval  | Kvartsfinal | Kvartsfinal | Semifinal | Semifinal | Final   | Final     | Final |
| Idrottare | Gren                    | Tid     | Placering | Tid      | Placering | Tid         | Placering   | Tid       | Placering | Tid     | Placering |       |
| --- | ----------------------- | ------- | --------- | -------- | --------- | ----------- | ----------- | --------- | --------- | ------- | --------- | ----- |
| Michelle Guérette | Singelsculler           | 7:49,14 | 2 QF      | i.u.     | i.u.      | 7:28,91     | 1 SA/B      | 7:35,69   | 2 FA      | 7:22,78 | 2         |       |
| Anna Cummins Portia McGee                                                                                            | Tvåa utan styrman       | 7:29,95 | 4 R       | 7:32,26  | 3 FB      | i.u.        | i.u.        | i.u.      | i.u.      | 7:33,17 | 7         |       |
| Ellen Tomek Megan Kalmoe                                                                                             | Dubbelsculler           | 7:11,17 | 3 R       | 6:58,54  | 1 FA      | i.u.        | i.u.        | i.u.      | i.u.      | 7:17,53 | 5         |       |
| Jennifer Goldsack Renee Hykel                                                                                        | Lättvikts-dubbelsculler | 6:53,32 | 3 R       | 7:22,22  | 1 SA/B    | i.u.        | i.u.        | 7:12,15   | 4 FB      | 7:09,02 | 10        |       |
| Jennifer Kaido Lindsay Meyer Lia Pernell Margot Shumway                                                              | Scullerfyra             | 6:19,89 | 3 R       | 6:39,53  | 2 FA      | i.u.        | i.u.        | i.u.      | i.u.      | 6:25,86 | 5         |       |
| Erin Cafaro Anna Cummins Caryn Davies Susan Francia Anna Goodale Caroline Lind Elle Logan Lindsay Shoop Mary Whipple | Åtta med styrman        | 6:06,53 | 1 FA      | BYE      | BYE       | i.u.        | i.u.        | i.u.      | i.u.      | 6:05,34 | 1         |       |

### Segling
Herrar
| Seglare                     | Gren    | Lopp | Lopp | Lopp | Lopp | Lopp | Lopp | Lopp | Lopp | Lopp | Lopp | Lopp | Summerad poäng | Finalplacering |
| Seglare                     | Gren    | 1    | 2    | 3    | 4    | 5    | 6    | 7    | 8    | 9    | 10   | M*   | Summerad poäng | Finalplacering |
| --------------------------- | ------- | ---- | ---- | ---- | ---- | ---- | ---- | ---- | ---- | ---- | ---- | ---- | -------------- | -------------- |
| Ben Barger                  | RS:X    | 21   | 22   | 24   | 26   | 26   | 32   | 25   | 18   | 25   | 31   | EL   | 218            | 26             |
| Andrew Campbell             | Laser   | 14   | 18   | 1    | 26   | 32   | BFD  | 8    | DSQ  | 31   | CAN  | EL   | 174            | 26             |
| Graham Biehl Stuart McNay   | 470     | 26   | 12   | OCS  | 17   | 15   | 1    | 4    | 1    | 6    | 23   | EL   | 105            | 13             |
| John Dane III Austin Sperry | Starbåt | 8    | 2    | 4    | 12   | 15   | 15   | 16   | 16   | 10   | 4    | EL   | 86             | 11             |

M = Medaljlopp; EL = Eliminerad – gick inte vidare till medaljloppet;
Damer
| Seglare                                 | Gren         | Lopp | Lopp | Lopp | Lopp | Lopp | Lopp | Lopp | Lopp | Lopp | Lopp | Lopp | Summerad poäng | Finalplacering |
| Seglare                                 | Gren         | 1    | 2    | 3    | 4    | 5    | 6    | 7    | 8    | 9    | 10   | M*   | Summerad poäng | Finalplacering |
| --------------------------------------- | ------------ | ---- | ---- | ---- | ---- | ---- | ---- | ---- | ---- | ---- | ---- | ---- | -------------- | -------------- |
| Nancy Rios                              | RS:X         | 25   | 24   | 22   | 26   | 24   | 27   | DNF  | DNF  | 26   | 22   | EL   | 224            | 26             |
| Anna Tunnicliffe                        | Laser radial | 4    | 5    | 6    | 5    | 6    | 3    | 15   | 2    | 2    | CAN  | 4    | 37             | 1              |
| Amanda Clark Sara Mergenthaler          | 470          | 12   | 12   | 10   | 14   | 4    | 17   | 7    | 6    | 17   | 7    | EL   | 89             | 12             |
| Sally Barkow Debbie Capozzi Carrie Howe | Yngling      | 14   | 2    | 8    | 5    | 6    | 11   | 1    | 10   | CAN  | CAN  | 10   | 63             | 8              |

M = Medaljlopp; EL = Eliminerad – gick inte vidare till medaljloppet;
Öppen
| Seglare                      | Gren      | Lopp | Lopp | Lopp | Lopp | Lopp | Lopp | Lopp | Lopp | Lopp | Lopp | Lopp | Lopp | Lopp | Lopp | Lopp | Lopp | Summerad poäng | Finalplacering |
| Seglare                      | Gren      | 1    | 2    | 3    | 4    | 5    | 6    | 7    | 8    | 9    | 10   | 11   | 12   | 13   | 14   | 15   | M*   | Summerad poäng | Finalplacering |
| ---------------------------- | --------- | ---- | ---- | ---- | ---- | ---- | ---- | ---- | ---- | ---- | ---- | ---- | ---- | ---- | ---- | ---- | ---- | -------------- | -------------- |
| Zach Railey                  | Finnjolle | 2    | 5    | 2    | 2    | 7    | 8    | 7    | 19   | CAN  | CAN  | i.u. | i.u. | i.u. | i.u. | i.u. | 6    | 45             | 2              |
| Chris Rast Tim Wadlow        | 49er      | 5    | 14   | 15   | 16   | 5    | 10   | 1    | 1    | 1    | 3    | 8    | 4    | CAN  | CAN  | CAN  | 22   | 89             | 6              |
| John Lovell Charlie Ogletree | Tornado   | 14   | 12   | 7    | 11   | 12   | 14   | 15   | 15   | 14   | 15   | i.u. | i.u. | i.u. | i.u. | i.u. | EL   | 114            | 15             |

M = Medaljlopp; EL = Eliminerad – gick inte vidare till medaljloppet;

### Simhopp
Herrar
| Idrottare                     | Gren             | Kval   | Kval      | Semifinal | Semifinal | Final  | Final     |
| Idrottare                     | Gren             | Poäng  | Placering | Poäng     | Placering | Poäng  | Placering |
| ----------------------------- | ---------------- | ------ | --------- | --------- | --------- | ------ | --------- |
| Chris Colwill                 | 3 m              | 464,75 | 7 Q       | 480,95    | 6 Q       | 425,90 | 12        |
| Troy Dumais                   | 3 m              | 448,40 | 12 Q      | 463,15    | 10 Q      | 472,50 | 6         |
| David Boudia                  | 10 m             | 481,70 | 6 Q       | 491,55    | 5 Q       | 441,45 | 10        |
| Thomas Finchum                | 10 m             | 477,00 | 7 Q       | 474,95    | 7 Q       | 412,65 | 12        |
| Chris Colwill Jevon Tarantino | 3 m parhoppning  | i.u.   | i.u.      | i.u.      | i.u.      | 410,73 | 4         |
| David Boudia Thomas Finchum   | 10 m parhoppning | i.u.   | i.u.      | i.u.      | i.u.      | 440,64 | 5         |

Damer
| Idrottare                           | Gren             | Kval   | Kval      | Semifinal | Semifinal | Final           | Final           |
| Idrottare                           | Gren             | Poäng  | Placering | Poäng     | Placering | Poäng           | Placering       |
| ----------------------------------- | ---------------- | ------ | --------- | --------- | --------- | --------------- | --------------- |
| Nancilea Foster                     | 3 m              | 300,15 | 11 Q      | 338,90    | 4 Q       | 316,70          | 8               |
| Christina Loukas                    | 3 m              | 312,60 | 8 Q       | 329,00    | 7 Q       | 315,70          | 9               |
| Haley Ishimatsu                     | 10 m             | 329,00 | 10 Q      | 292,95    | 14        | Did not advance | Did not advance |
| Laura Wilkinson                     | 10 m             | 370,70 | 5 Q       | 346,10    | 6 Q       | 311,80          | 9               |
| Kelci Bryant Ariel Rittenhouse      | 3 m parhoppning  | i.u.   | i.u.      | i.u.      | i.u.      | 314,40          | 4               |
| Mary Beth Dunnichay Haley Ishimatsu | 10 m parhoppning | i.u.   | i.u.      | i.u.      | i.u.      | 309,12          | 5               |

### Simning[4]

#### Damer
| 50m frisim - Jessica Hardy - Dara Torres 100m ryggsim - Natalie Coughlin - Margaret Hoelzer 100m bröstsim - Jessica Hardy - Megan Jendrick 100m fjärilsim - Elaine Breeden - Christine Magnuson 100m frisim - Natalie Coughlin - Lacey Nymeyer 200m ryggsim - Elizabeth Beisel - Margaret Hoelzer 200m bröstsim - Amanda Beard - Rebecca Soni | 200m fjärilsim - Elaine Breeden - Kathleen Hersey 200m frisim - Katie Hoff - Allison Schmitt 200m medley - Natalie Coughlin - Katie Hoff 400m frisim - Katie Hoff - Kate Ziegler 400m medley - Elizabeth Beisel - Katie Hoff 800m frisim - Katie Hoff - Kate Ziegler Maraton 10 km - Chloe Sutton | 4x100m frisim Lagkapp - Natalie Coughlin - Jessica Hardy - Lacey Nymeyer - Emily Silver - Julia Smith - Dara Torres 4x100m medley Lagkapp - USA deltar ej i denna gren. 4x200m frisim Lagkapp - Caroline Burckle - Katie Hoff - Christine Marshall - Allison Schmitt - Julia Smith - Kim Vandenberg |

#### Herrar
| 50m frisim - Garrett Weber-Gale - Ben Wildman-Tobriner 100m ryggsim - Matt Grevers - Aaron Piersol 100m bröstsim - Mark Gangloff - Brendan Hansen 100m fjärilsim - Ian Crocker - Michael Phelps 100m frisim - Jason Lezak - Garrett Weber-Gale 200m ryggsim - Ryan Lochte - Aaron Piersol 200m bröstsim - Scott Spann - Eric Shanteau | 200m fjärilsim - Michael Phelps - Gil Stovall 200m frisim - Michael Phelps - Peter Vanderkaay 200m medley - Ryan Lochte - Michael Phelps 400m frisim - Larsen Jensen - Peter Vanderkaay 400m medley - Ryan Lochte - Michael Phelps 1500m frisim - Larsen Jensen - Peter Vanderkaay Maraton 10 km - Mark Warkentin | 4x100m frisim Lagkapp - Nathan Adrian - Matt Grevers - Cullen Jones - Jason Lezak - Garrett Weber-Gale - Ben Wildman-Tobriner 4x100m medley Lagkapp - USA deltar ej i denna gren. 4x200m frisim Lagkapp - Ricky Berens - Klete Keller - Michael Phelps - Peter Vanderkaay - Erik Vendt - David Walters |

### Softboll
De bästa fyra lagen gick vidare till semifinalen.
Alla tider är kinesisk tid (UTC+8)
| Lag              | Vinster | Förluster | RS | RA | WIN%  | GB | Tiebreaker      |
| ---------------- | ------- | --------- | -- | -- | ----- | -- | --------------- |
| USA              | 7       | 0         | 53 | 1  | 1,000 | -  | -               |
| Japan            | 6       | 1         | 23 | 13 | ,857  | 1  | -               |
| Australien       | 5       | 2         | 30 | 11 | ,714  | 2  | -               |
| Kanada           | 3       | 4         | 17 | 23 | ,429  | 4  | -               |
| Kinesiska Taipei | 2       | 5         | 10 | 23 | ,286  | 5  | 2-0 mot CHN/VEN |
| Kina             | 2       | 5         | 19 | 21 | ,286  | 5  | 1-1 mot TPE/VEN |
| Venezuela        | 2       | 5         | 15 | 35 | ,286  | 5  | 0-2 mot CHN/TPE |
| Nederländerna    | 1       | 6         | 8  | 48 | ,143  | 6  | -               |

Slutspel
|  | Semifinaler | Semifinaler | Semifinaler |   |  | Bronsmatch | Bronsmatch | Bronsmatch |  |   | Final | Final | Final |
|  |             |             |             |   |  |            |            |            |  |   |       |       |       |
|  | 1           | USA         | 4           |   |  |            |            |            |  |   |       |       |       |
|  | 2           | Japan       | 1           |   |  |            |            |            |  |   | 1     | USA   | 1     |
|  |             |             |             |   |  | 3          | Australien | 3          |  | 2 | Japan | 3     |       |
|  |             | 2           | Japan       | 4 |  |            |            |            |  |   |       |       |       |
|  | 3           | Australien  | 5           |   |  |            |            |            |  |   |       |       |       |
|  | 4           | Kanada      | 3           |   |  |            |            |            |  |   |       |       |       |

### Taekwondo
| Idrottare       | Gren             | Åttondelsfinaler        | Kvartsfinaler           | Semifinaer           | Återkval             | Bronsmatch            | Final                | Final            |
| Idrottare       | Gren             | Motståndare Resultat    | Motståndare Resultat    | Motståndare Resultat | Motståndare Resultat | Motståndare Resultat  | Motståndare Resultat | Placering        |
| --------------- | ---------------- | ----------------------- | ----------------------- | -------------------- | -------------------- | --------------------- | -------------------- | ---------------- |
| Mark López      | Herrarnas −68 kg | Bahave (AFG) W 3–0      | Manz (GER) W 3–1        | López (PER) W 2–1    | Bye                  | Bye                   | Son T-J (KOR) L 2–3  | 2                |
| Steven López    | Herrarnas −80 kg | B Tanrıkulu (TUR) W 3–0 | Sarmiento (ITA) L 1–2   | Gick inte vidare     | Konan (CIV) W 3–0    | Ahmadov (AZE) W 3–2   | Gick inte vidare     | 3                |
| Charlotte Craig | Damernas −49 kg  | Bezzola (SUI) W 4–0     | Contreras (VEN) L 2–3   | Gick inte vidare     | Gick inte vidare     | Gick inte vidare      | Gick inte vidare     | Gick inte vidare |
| Diana López     | Damernas −57 kg  | Premwaew (THA) W 2–0    | A Tanrıkulu (TUR) L 1–2 | Gick inte vidare     | Teo (MAS) W 3–0      | Calabrese (ITA) W 3–2 | Gick inte vidare     | 3                |

### Tennis
Herrar
| Spelare                 | Gren       | Omgång 1                       | Omgång 2                             | Åttondelsfinaler                      | Kvartsfinaler                      | Semifinaler                              | Final / BM                             | Final / BM       |
| Spelare                 | Gren       | Motståndare Poäng              | Motståndare Poäng                    | Motståndare Poäng                     | Motståndare Poäng                  | Motståndare Poäng                        | Motståndare Poäng                      | Placering        |
| ----------------------- | ---------- | ------------------------------ | ------------------------------------ | ------------------------------------- | ---------------------------------- | ---------------------------------------- | -------------------------------------- | ---------------- |
| James Blake             | Herrsingel | Guccione (AUS) W 6–3, 7–6(7–3) | Hrbatý (SVK) W 7–6(7–3), 4–6, 6–3    | Simon (FRA) W 6–4, 6–2                | Federer (SUI) W 6–4, 7–6(7–2)      | González (CHI) L 6–4, 5–7, 9–11          | Djokovic (SRB) L 3–6, 6–7(4–7)         | 4                |
| Robby Ginepri           | Herrsingel | Djokovic (SRB) L 4–6, 4–6      | Gick inte vidare                     | Gick inte vidare                      | Gick inte vidare                   | Gick inte vidare                         | Gick inte vidare                       | Gick inte vidare |
| Sam Querrey             | Herrsingel | Andreev (RUS) L 4–6, 4–6       | Gick inte vidare                     | Gick inte vidare                      | Gick inte vidare                   | Gick inte vidare                         | Gick inte vidare                       | Gick inte vidare |
| James Blake Sam Querrey | Herrdubbel | i.u.                           | Andreev / Davydenko (RUS) L 3–6, 4–6 | Gick inte vidare                      | Gick inte vidare                   | Gick inte vidare                         | Gick inte vidare                       | Gick inte vidare |
| Bob Bryan Mike Bryan    | Herrdubbel | i.u.                           | Knowles / Mullings (BAH) W 6–2, 6–1  | Knowle / Melzer (AUT) W 7–6(7–2), 6–4 | Guccione / Hewitt (AUS) W 6–4, 6–3 | Federer / Wawrinka (SUI) L 6–7(6–8), 4–6 | Clément / Llodra (FRA) W 3–6, 6–3, 6–4 | 3                |

Damer
| Jill Craybas                   | Damsingel | Schnyder (SUI) L 3–6, 2–6   | Gick inte vidare                           | Gick inte vidare                          | Gick inte vidare                                            | Gick inte vidare                                  | Gick inte vidare                                  | Gick inte vidare |                  |                  |                  |
| Serena Williams                | Damsingel | Govortsova (BLR) W 6–3, 6–1 | Stosur (AUS) W 6–2, 6–0                    | Cornet (FRA) W 3–6, 6–3, 6–4              | Dementieva (RUS) L 6–4, 4–6, 3–6                            | Gick inte vidare                                  | Gick inte vidare                                  | Gick inte vidare | Gick inte vidare | Gick inte vidare | Gick inte vidare |
| Venus Williams                 | Damsingel | Bacsinzsky (SUI) W 6–3, 6–2 | Benešová (CZE) W 6–1, 6–4                  | Azarenka (BLR) W 6–3, 6–2                 | Li (CHN) L 5–7, 5–7                                         | Gick inte vidare                                  | Gick inte vidare                                  | Gick inte vidare | Gick inte vidare | Gick inte vidare | Gick inte vidare |
| Lindsay Davenport Liezel Huber | Damdubbel | i.u.                        | Jans / Rosolska (POL) W 6–2, 6–1           | Azarenka / Pouttjek (BLR) W 6–4, 4–6, 6–3 | Medina Garrigues / Ruano Pascual (ESP) L 7–5, 6–7(6–8), 6–8 | Gick inte vidare                                  | Gick inte vidare                                  | Gick inte vidare | Gick inte vidare | Gick inte vidare | Gick inte vidare |
| Serena Williams Venus Williams | Damdubbel | i.u.                        | Benešová / Vaidišová (CZE) W 4–6, 7–5, 6–1 | Morita / Sugiyama (JPN) W 7–5, 6–2        | Vesnina / Zvonareva (RUS) W 6–4, 6–0                        | A Bondarenko / K Bondarenko (UKR) W 4–6, 6–4, 6–1 | Medina Garrigues / Ruano Pascual (ESP) W 6–2, 6–0 | 1                |                  |                  |                  |

### Triathlon
| Triathlet        | Gren                | Simning (1,5 km) | Trans 1 | Cykling (40 km) | Trans 2 | Löpning (10 km) | Total tid  | Placering |
| ---------------- | ------------------- | ---------------- | ------- | --------------- | ------- | --------------- | ---------- | --------- |
| Hunter Kemper    | Herrarnas triathlon | 18:04            | 0:30    | 59:06           | 0:28    | 31:40           | 1:49:48,75 | 7         |
| Matt Reed        | Herrarnas triathlon | 18:25            | 0:30    | 58:48           | 0:28    | 34:19           | 1:52:30,44 | 32        |
| Jarrod Shoemaker | Herrarnas triathlon | 18:19            | 0:29    | 59:03           | 0:28    | 32:27           | 1:50:46,39 | 18        |
| Laura Bennett    | Damernas triathlon  | 19:49            | 0:30    | 1:04:23         | 0:29    | 35:10           | 2:00:21,54 | 4         |
| Julie Ertel      | Damernas triathlon  | 19:51            | 0:30    | 1:04:24         | 0:32    | 37:22           | 2:02:39,22 | 19        |
| Sarah Haskins    | Damernas triathlon  | 19:50            | 0:32    | 1:04:18         | 0:32    | 36:10           | 2:01:22,57 | 11        |